# Гонконгский парк
Гонконгский парк (иер. трад. 香港公園, йель: heung1gong2 gung1yun4, кант.-рус.: хёнкон кунъюнь, англ. Hong Kong Park) — крупный общественный парк, расположенный в Центральном районе Гонконга. Назван по имени острова Гонконг, к которому территориально относится. Площадь — восемь гектаров, открыт для посещения в мае 1991 года, находится под управлением Гонконгского департамента досуга и культуры. Стоимость создания Гонконгского парка составила почти 400 млн долларов. Он гармонично объединяет в себе современный дизайн и объекты, вписанные в природный ландшафт.
Парк открыт круглогодично с 6:00 до 23:00, авиарий — с 9:00 до 17:00, вход в парк бесплатный. Парк спроектировала гонконгская архитектурная фирма Wong Tung & Partners, среди других проектов которой — отели MGM Macau и One Central в Макао, жилой район Тхайкусин в Гонконге и деловой комплекс The China World Trade Center в Пекине. Проект парка включал в себя дизайн различных инновационных объектов, построенных на склоне холма (самым сложным из которых был большой авиарий), а также сохранение существовавшей растительности и некоторых колониальных строений.
Наряду с Коулунским парком и парком Виктория Гонконгский парк входит в тройку самых популярных общественных парков Гонконга среди горожан и туристов.

## История
В период британского правления на территории нынешнего парка располагались казармы Виктория, построенные между 1867 и 1910 годами (поэтому изначально местность была известна как Кантонмент-Хилл). Часть земель будущего парка до 1988 года занимала начальная школа Гленили. В 1979 году правительство приняло решение, что участок бывшей военной базы у подножия холма будет использован под строительство коммерческой недвижимости и правительственных зданий, а земли, находящиеся выше по склону, будут отведены под парк. Проект общей стоимостью 398 млн гонконгских долларов совместно финансировали Городской совет Гонконга и Королевский жокей-клуб. Официально парк открылся 23 мая 1991 года в присутствии губернатора Дэвида Уилсона.
В парке сохранилось несколько зданий, построенных между 1842 и 1910 годами, в том числе особняк бывшего командующего британским гарнизоном. На территории, которую раньше занимали теннисные корты офицерского клуба, сегодня расположено искусственное озеро с небольшим водопадом. На месте не сохранившихся до наших дней объектов бывшей военной базы ныне находятся Олимпик-сквер с изящной колоннадой, смотровая башня, птичьи вольеры, сад тайцзи и здание оранжереи, а рядом с ними в исторических зданиях — образовательный центр и офис управляющего парком.

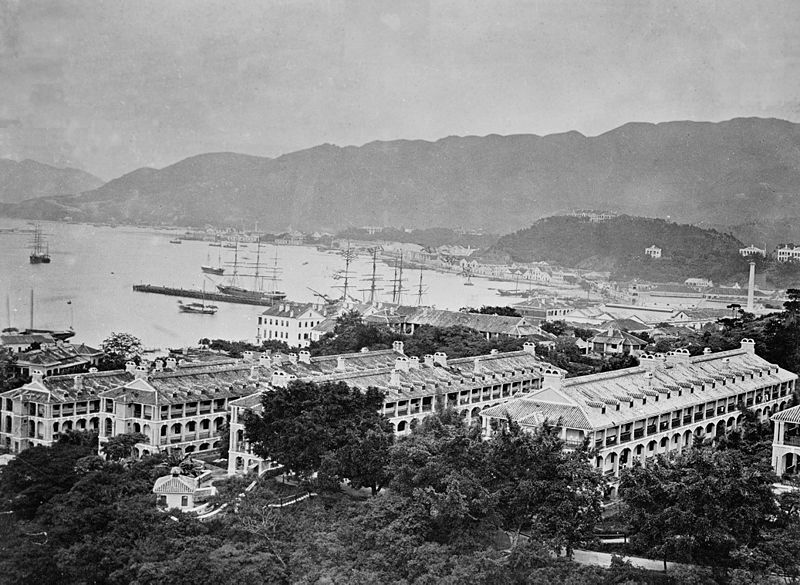
Казармы Виктория (1870)
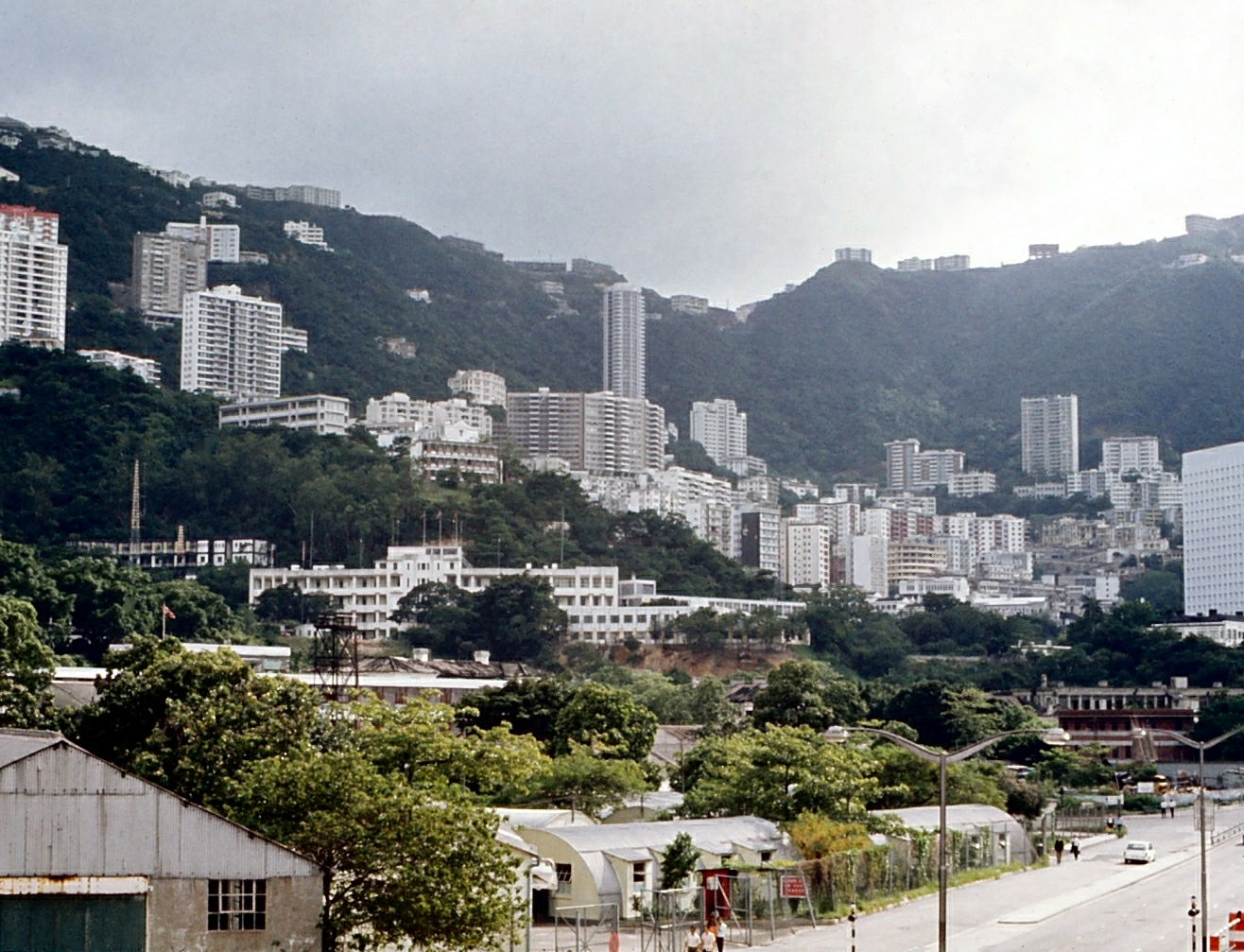
Казармы Виктория (1971)
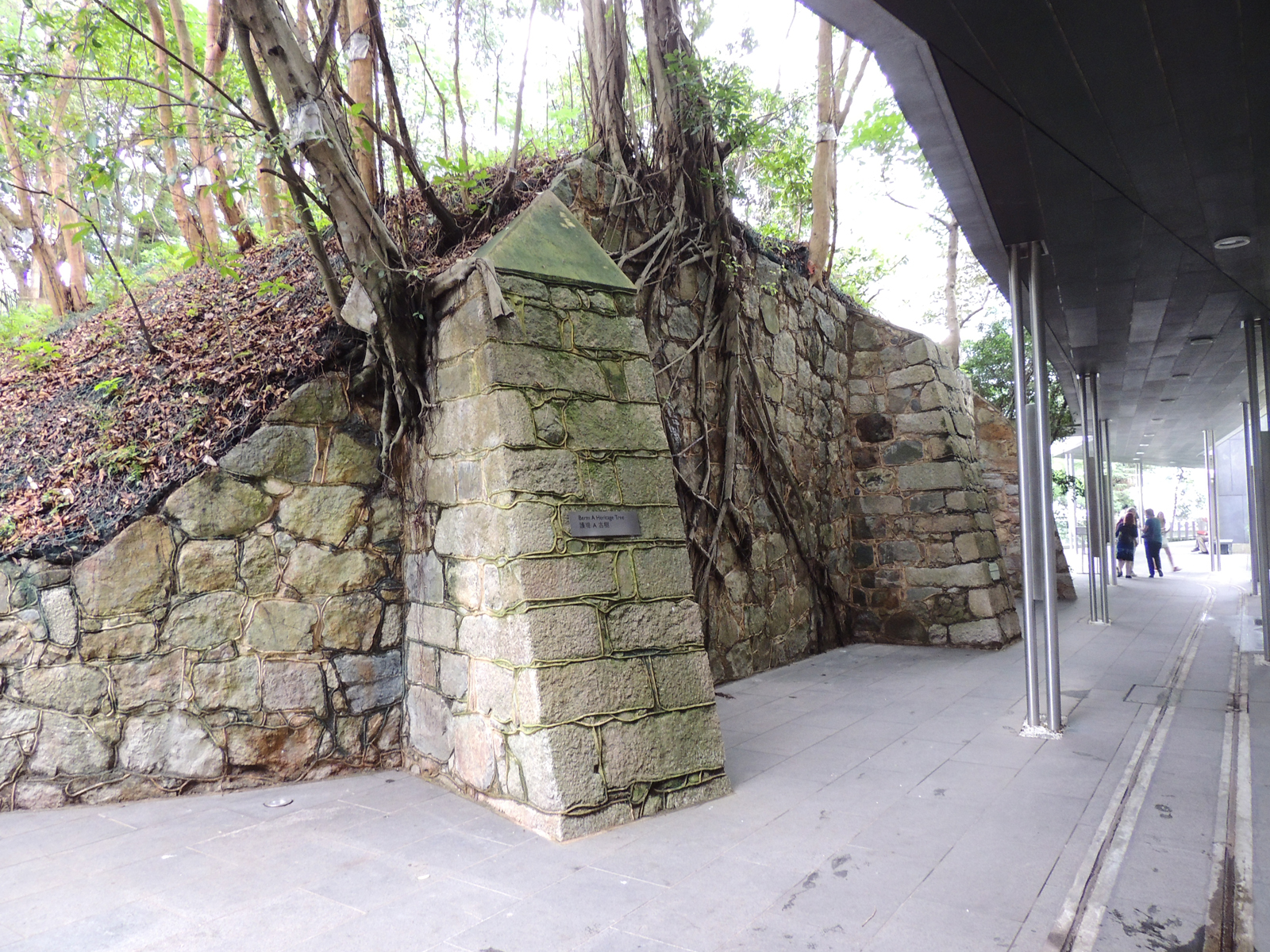
Казармы Виктория (2012)

## География
Гонконгский парк расположен в юго-восточной части Центрального района Гонконга, на границе с районом Мид-левелс. С юга он ограничен улицей Кеннеди-роуд, с севера — Коттон-Три-драйв. С юго-востока к парку примыкает генеральное консульство Великобритании и комплекс «Пасифик-плейс», с востока — правительственное офисное здание Квинсвей и здание Верховного суда Гонконга, с северо-востока — «Липпо-центр», с севера — башня Банка Китая и «Three Garden Road», с запада — католический колледж Святого Иосифа для мальчиков, с юга — офисы комиссаров министерства иностранных дел Китайской Народной Республики в специальных административных районах Гонконг и Макао.
В непосредственной близости от Гонконгского парка расположены станции метро Адмиралтейство и Центральная, на которых можно сесть на поезда линий Айленд и Чхюньвань. На оживлённых улицах Кеннеди-роуд и Коттон-Три-драйв находятся несколько автобусных остановок и стоянок такси, на соседней улице Куинсвэй — остановка трамвая. У западной оконечности парка расположена нижняя станция фуникулёра Пик-трам, который соединяет Центральный район с вершиной пика Виктория.

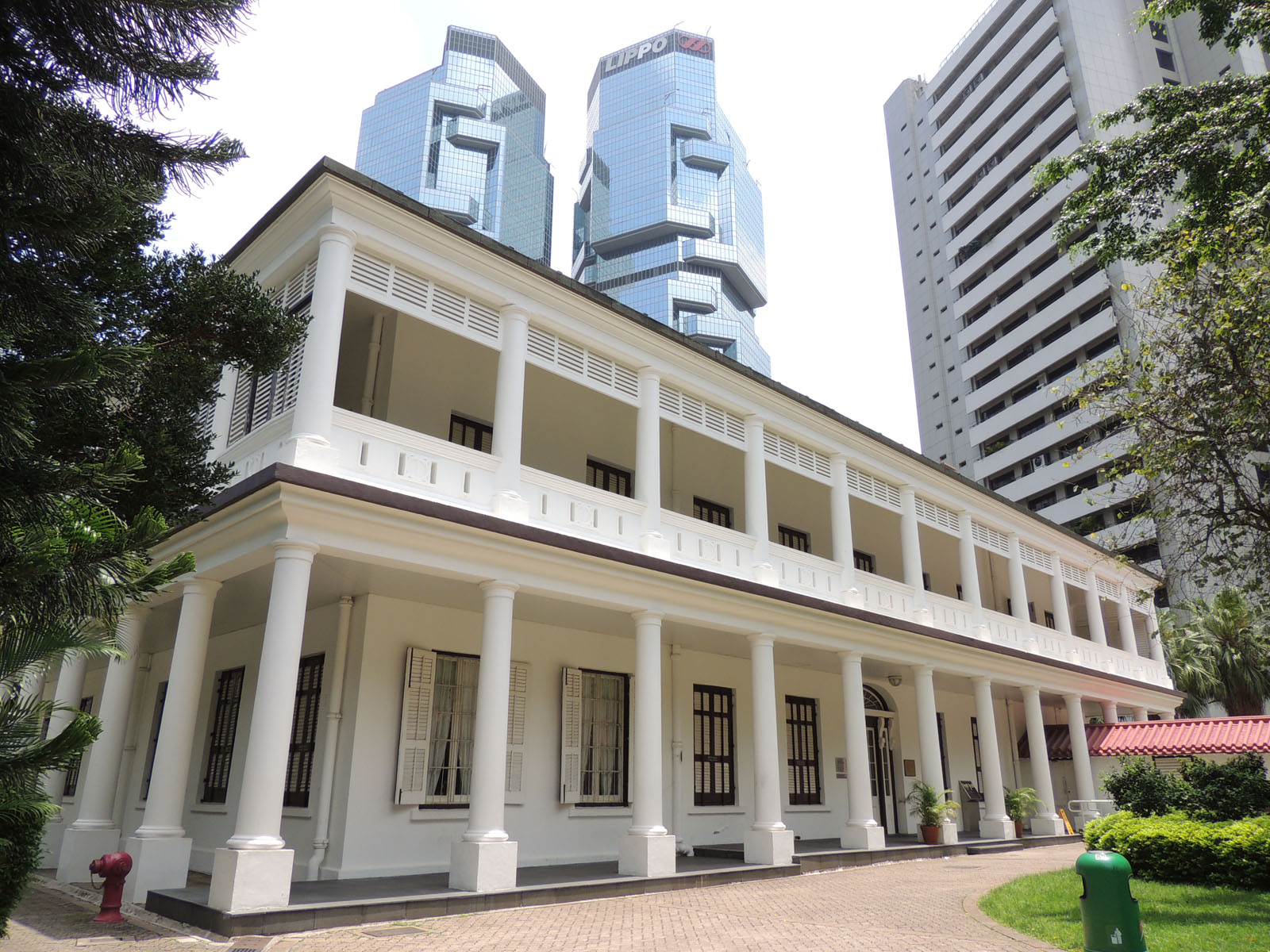
Музей чайной посуды
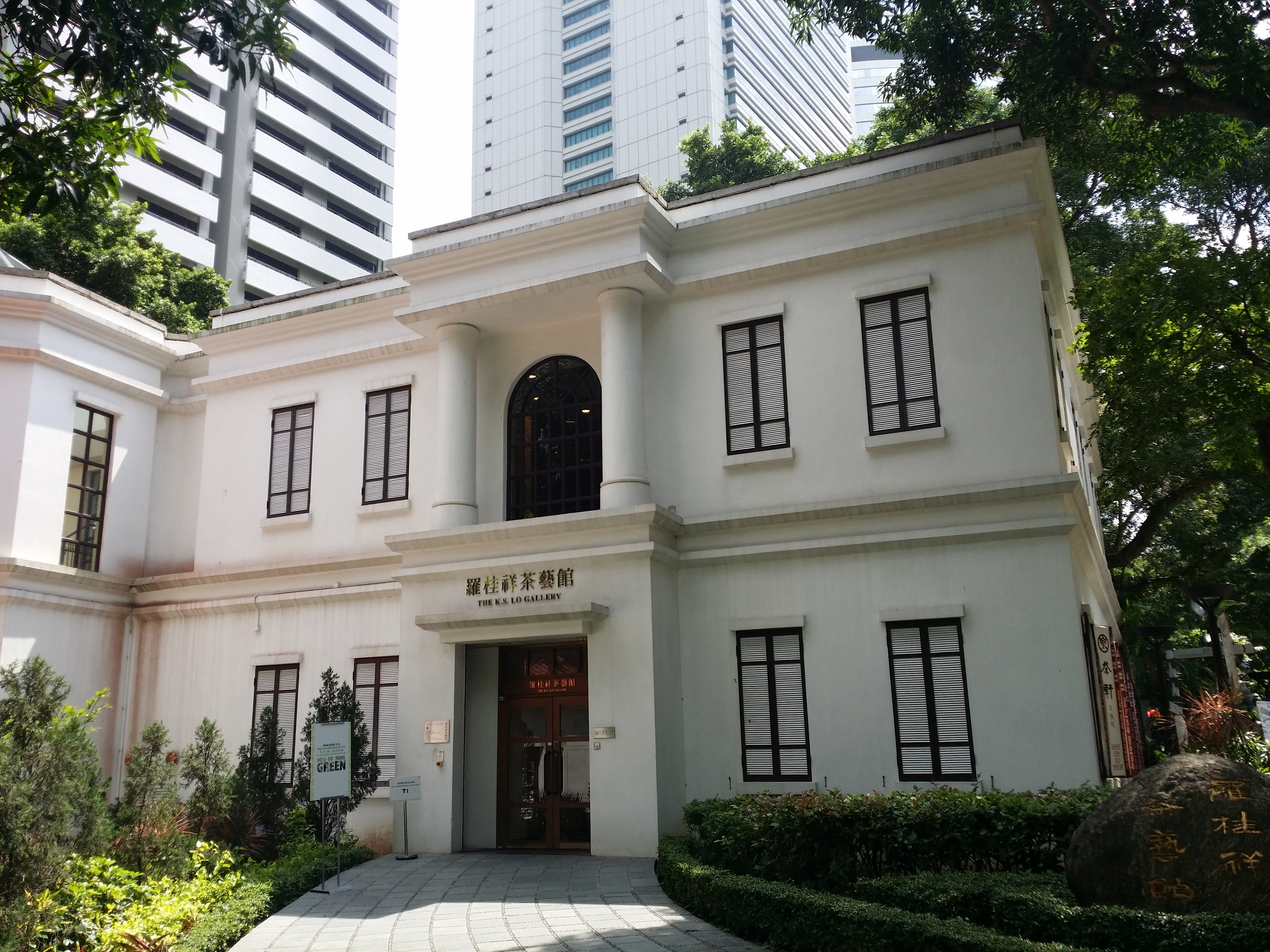
Галерея К. С. Лоу
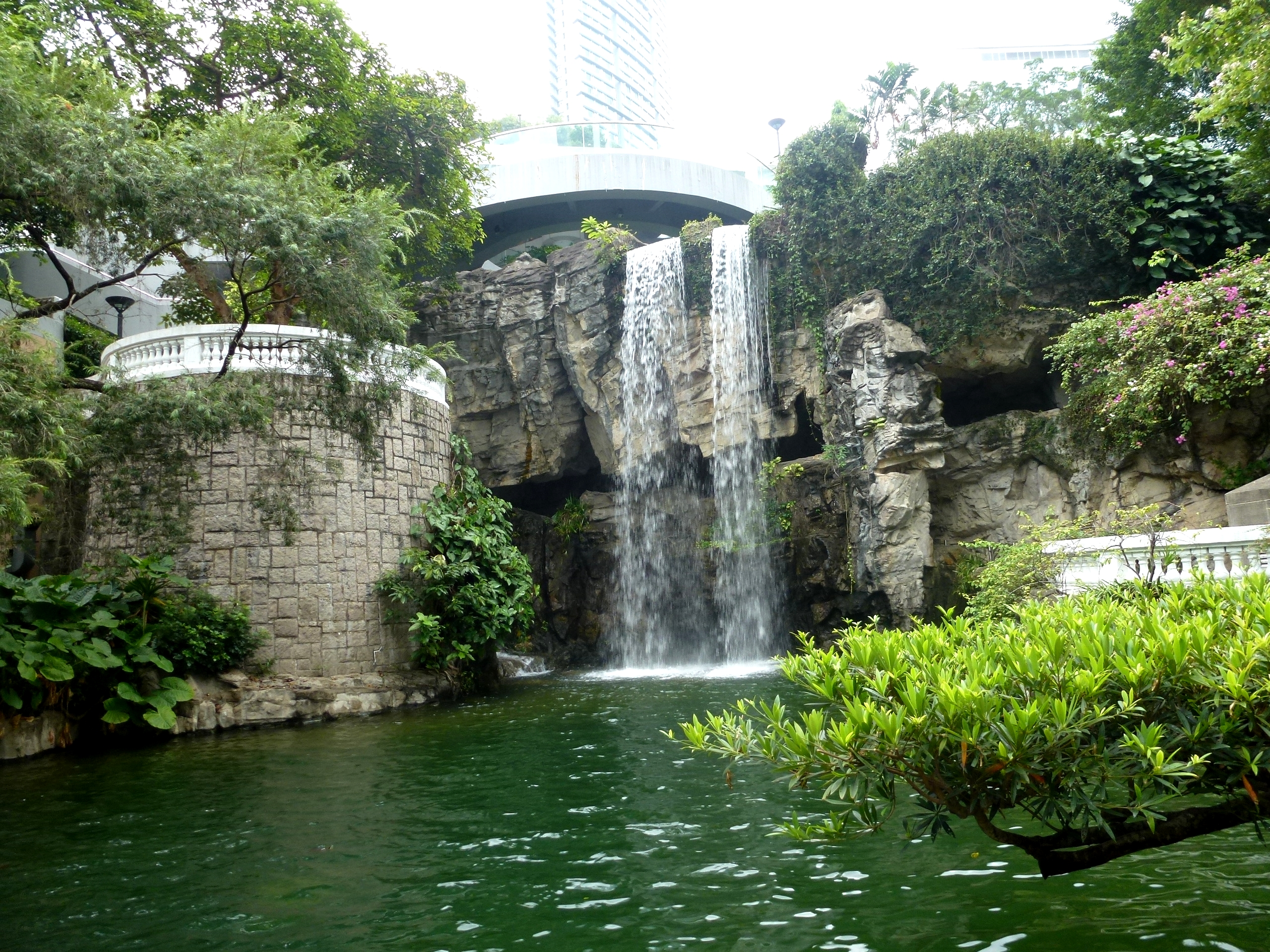
Водопад в парке
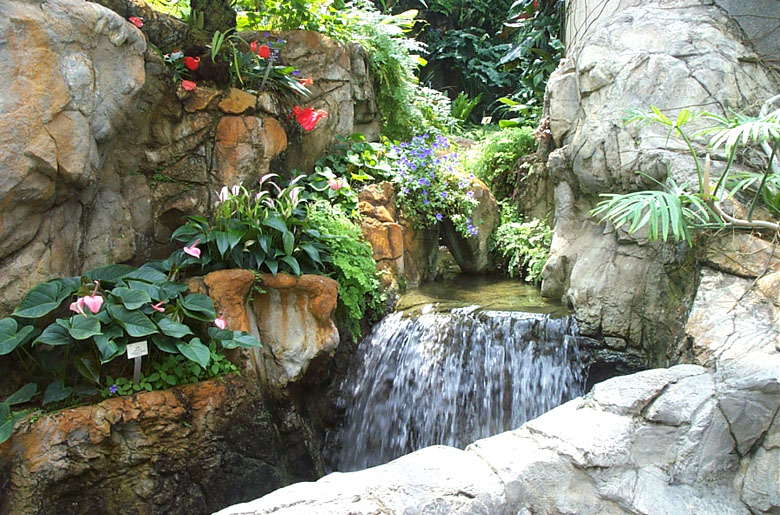
Участок ландшафта

## Объекты парка

### Объекты под открытым небом
Самым популярным объектом Гонконгского парка является авиарий имени Эдварда Юда (1924—1986). Он открылся для посетителей в сентябре 1992 года и назван в честь покойного Эдварда Юда, который был британским губернатором колонии с 1982 по 1986 год. Авиарий пересекают пешеходные дорожки, проложенные между деревьями над землёй. С этих дорожек, доступных даже для инвалидных колясок, удобно наблюдать за птицами и окружающей растительностью с различных ракурсов. Поверхность авиария представляет собой речную долину, поросшую деревьями и кустарниками и декорированную камнями, ручьями, мелкими водоёмами и водопадами. Вода спускается по речному руслу в большой бассейн, расположенный рядом с озером. Территория вокруг водоёмов обустроена для наблюдения за водоплавающими птицами. У входа в авиарий установлены дисплеи, на которых с помощью текста и рисунков посетители могут ознакомиться со структурой и экологией тропического леса с конкретной ссылкой на птиц, живущих в вольере.
|         |  |  |  |
| Авиарий |  |  |  |

Над авиарием имеется проволочная сетка, натянутая между четырьмя гигантскими стальными арками. Сетка накрывает территорию площадью 3000 м², высшая точка крепёжной арки поднимается над землёй на высоту 30 метров. Деревья и лианы несколько скрывают наличие стальной сетки и максимально приближают внутренний вид вольера к окружающей среде. Авиарий окружает бетонная стена глубиной один метр, которая препятствует проникновению внутрь вольера крыс и других грызунов. Птицы, представленные в авиарии, происходят преимущественно из дождевых лесов Малезийской области. Эти леса подвергаются интенсивной вырубке, в результате чего многие виды птиц находятся под угрозой исчезновения. Инженеры и орнитологи авиария постарались создать среду, наиболее полно повторяющую экосистему дождевых лесов. Искусственное озеро, в котором обитают водоплавающие птицы, оборудовано болотистым участком и подходящей береговой линией.

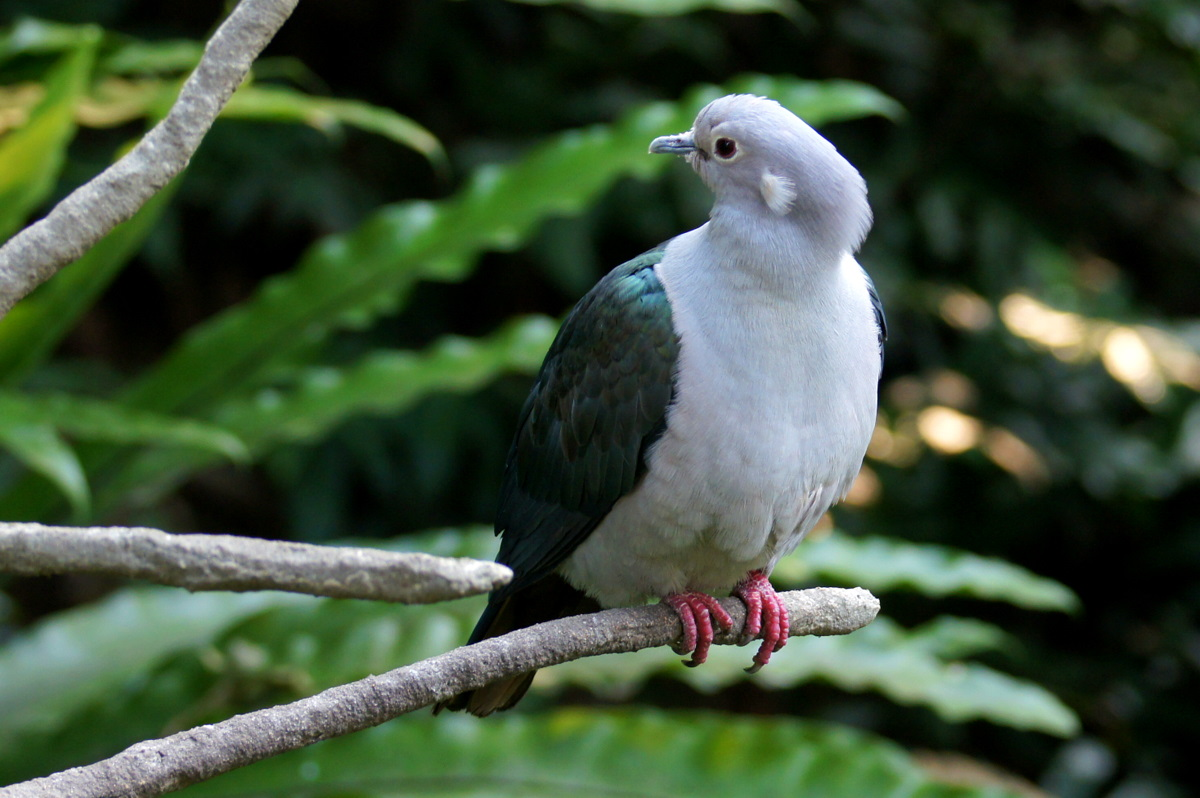
Мускатный голубь
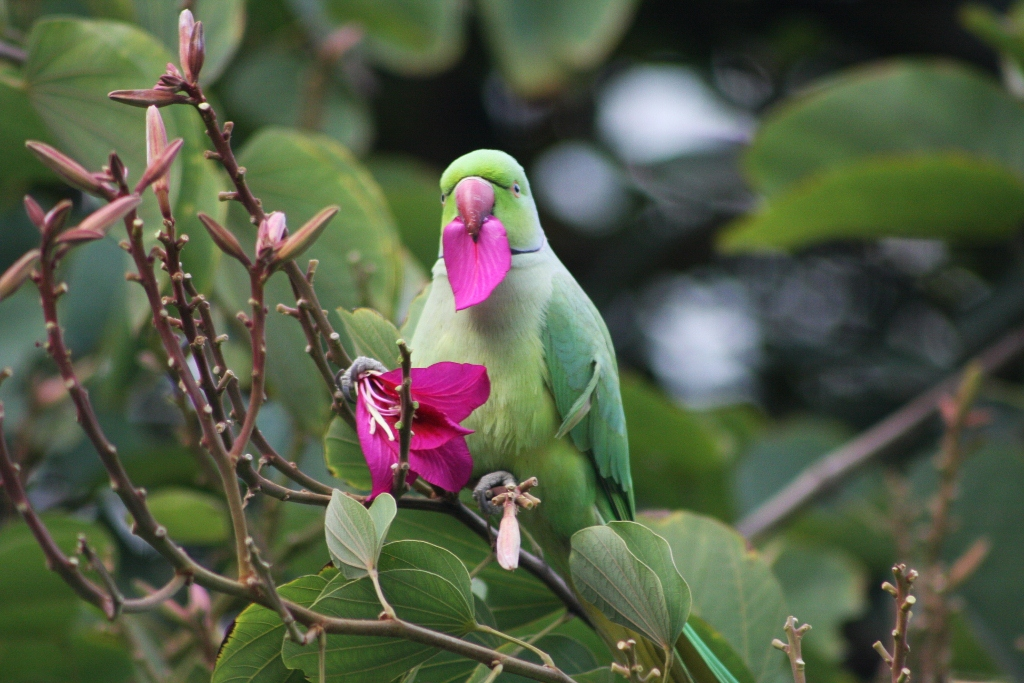
Кольчатый попугай
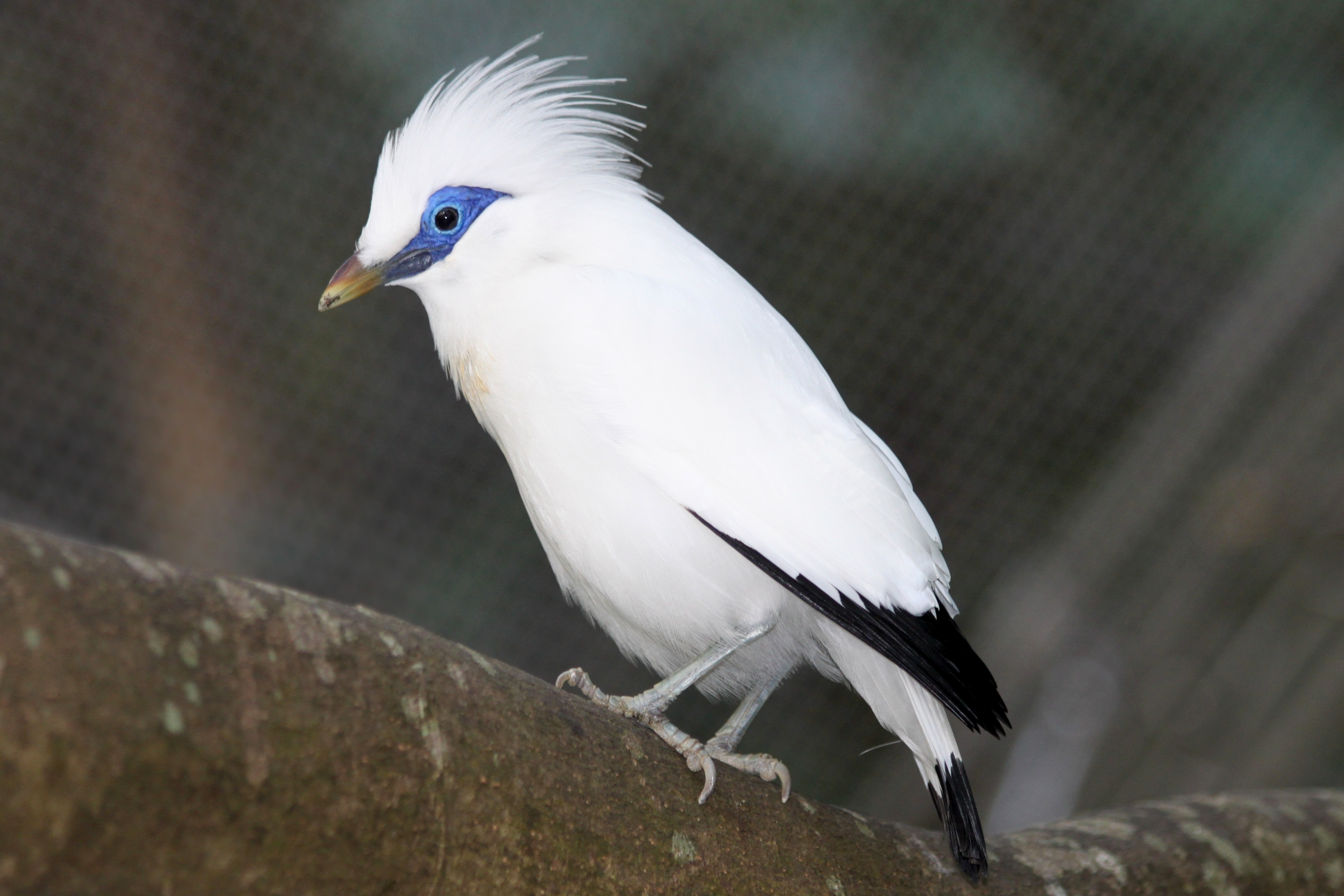
Балийский скворец
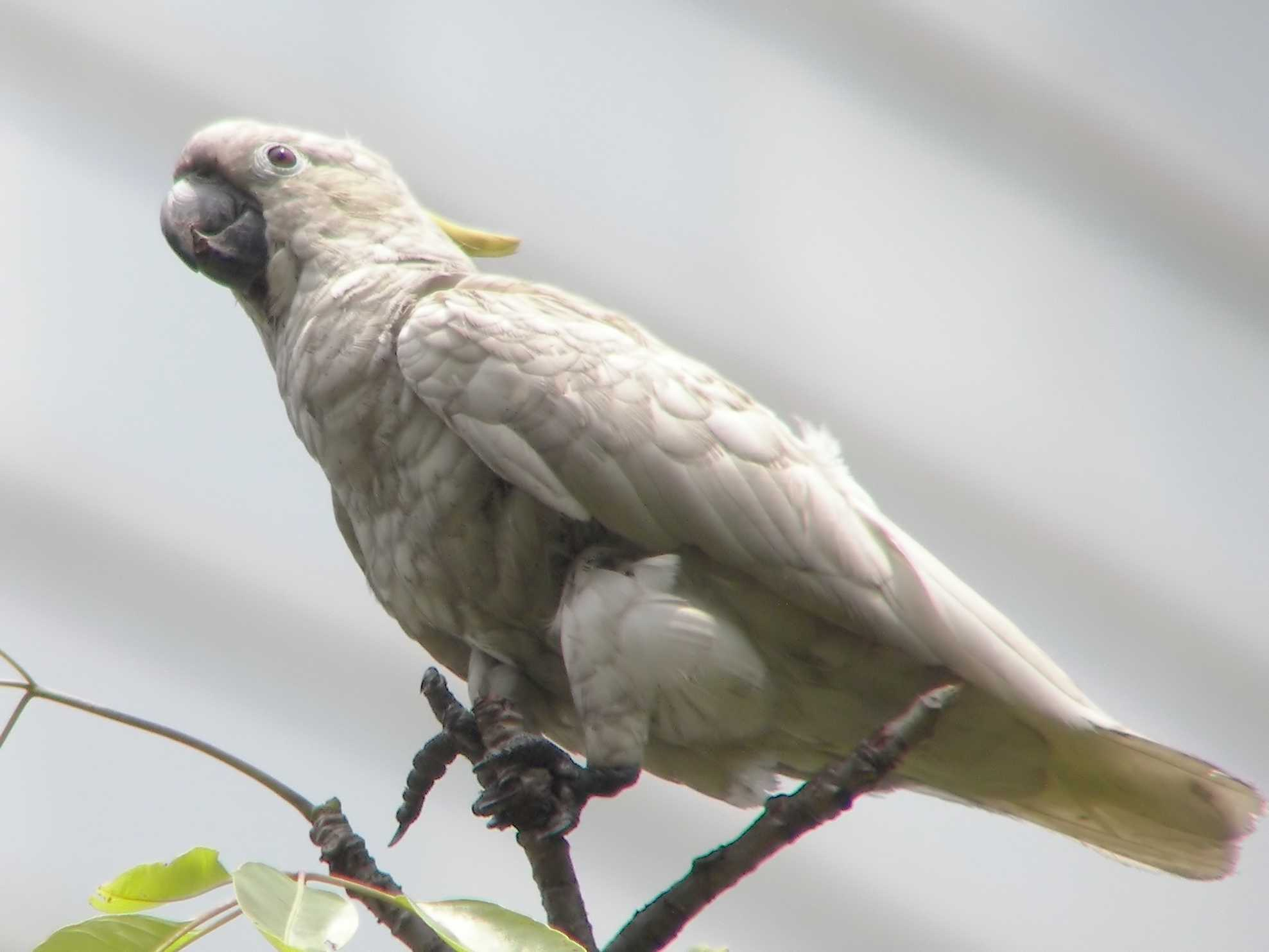
Желтохохлый какаду

В авиарии имени Эдварда Юда обитает около 600 птиц семидесяти видов, в том числе птицы-шалашники (включая белозобых птиц-кошек и сероголовых беседковых птиц), голубиные (в том числе гривистые голуби, веероносные венценосные голуби, каштановогрудые венценосные голуби, мускатные плодоядные голуби, изумрудные голуби, двуцветные фруктовые голуби, хохлатые бронзовокрылые голуби, длиннохвостые пёстрые голуби, пятнистые горлицы, полосатые горлицы, индонезийские кукушковые горлицы, кинги, старые немецкие чайки, оранжевобрюхие пёстрые голуби, сулавесские куриные голуби, кровавогрудые голуби Бартлетта, гологлазые плодоядные голуби и рыжебрюхие плодоядные голуби), фазановые (в том числе золотые фазаны, золотисто-жёлтые фазаны, фазаны аргус, павлиньи фазаны, лофуры Эдвардса и венценосные куропатки), дроздовые (в том числе красношапочные земляные дрозды и оранжевоголовые земляные дрозды), мухоловковые (в том числе белопоясничные шама-дрозды), бюльбюлевые (в том числе черноголовые настоящие бюльбюли, розовобрюхие настоящие бюльбюли, горные бюльбюли, желтошапочные настоящие бюльбюли, чешуйчатые настоящие бюльбюли, золотогрудые настоящие бюльбюли и двупятнистые настоящие бюльбюли), иреновые (в том числе голубые ирены), листовки (в том числе синекрылые листовки, золотистолобые листовки, большие листовки и оранжевобрюхие листовки), бородастиковые (в том числе голубощёкие бородастики и большие бородастики), скворцовые (в том числе балийские скворцы, желтолицые мино, белошейные сорочьи майны и золотохохлые майны), врановые (в том числе чёрные ракетохвостые лесные сороки), вьюрковые ткачики (в том числе рисовки), рогоклювые (в том числе длиннохвостые ширококлювы), кольчатые попугаи (в том числе Александров кольчатый попугай и индийские кольчатые попугаи), какаду (в том числе малые желтохохлые какаду), лорикеты (в том числе многоцветные лорикеты), широкохвостые лори (в том числе дамские широкохвостые лори), блестящие лори (в том числе чёрные блестящие лори), красные лори, белоглазковые (в том числе восточные белоглазки), кустарницы (в том числе красноголовые кустарницы, каштаноголовые кустарницы и очковые кустарницы), тимелиевые (в том числе красноспинные кривоклювые тимелии), белоголовые тимелии, пеликаны (в том числе австралийские пеликаны и розовые пеликаны), пеганки (в том числе пеганки-раджи).
Птицы-носороги, в том числе большие индийские калао, азиатские белохохлые калао и африканские белохохлые калао, а также некоторые другие виды птиц Малайского архипелага содержатся в отдельных клетках, поскольку в естественных условиях они охотятся на птиц меньшего размера (эти три большие клетки установлены на террасе выше долины, и посетители могут наблюдать за птицами в непосредственной близости). В авиарии часто проводятся образовательные экскурсии и различные лекции для студентов и школьников, в здании у входа в авиарий демонстрируется коллекция птичьих яиц.

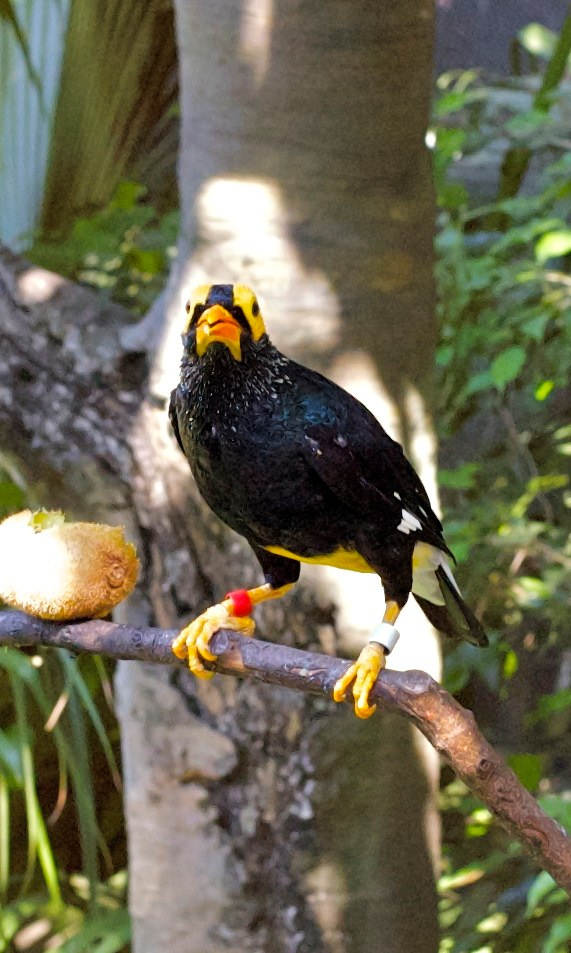
Желтолицый мино
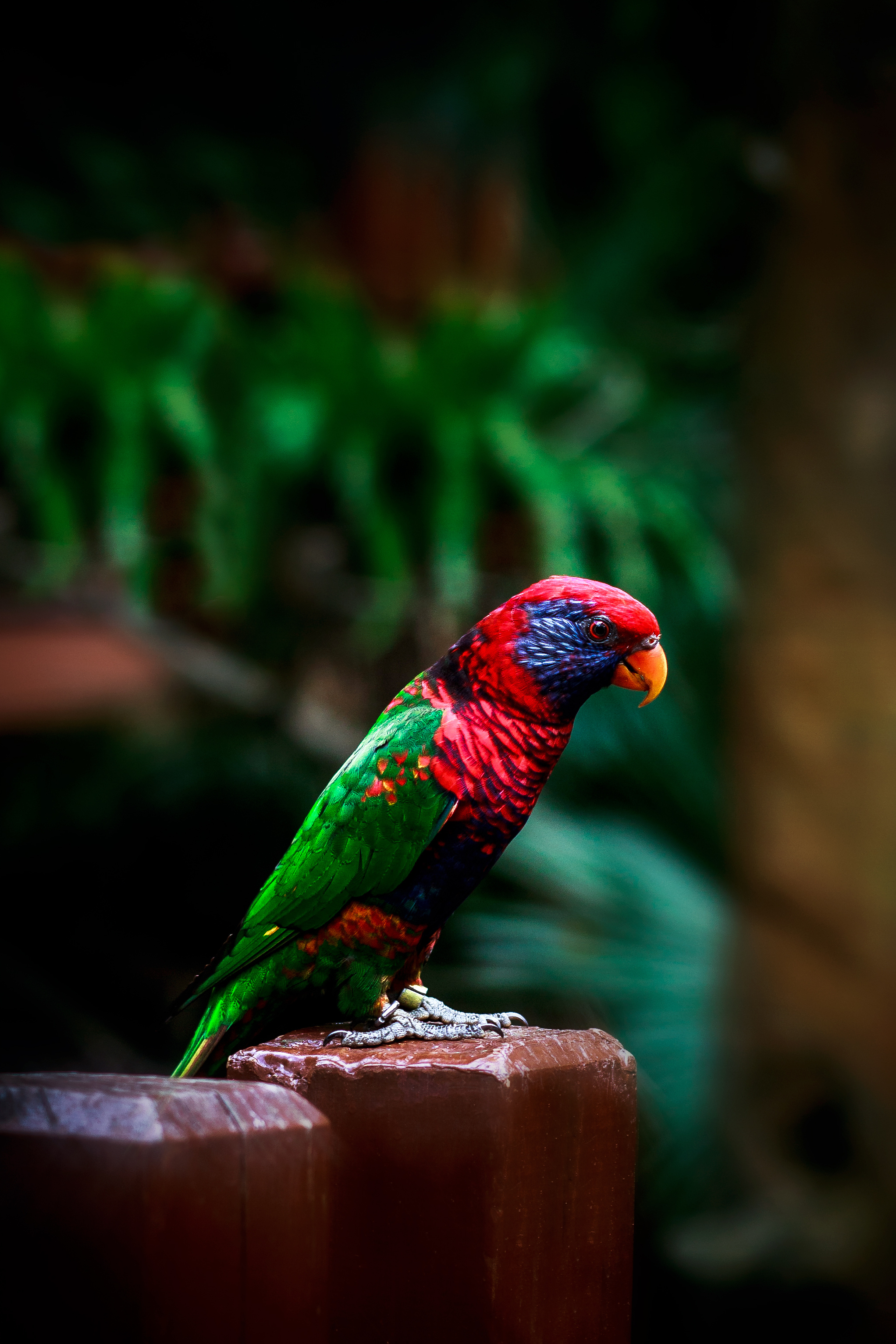
Попугай лори
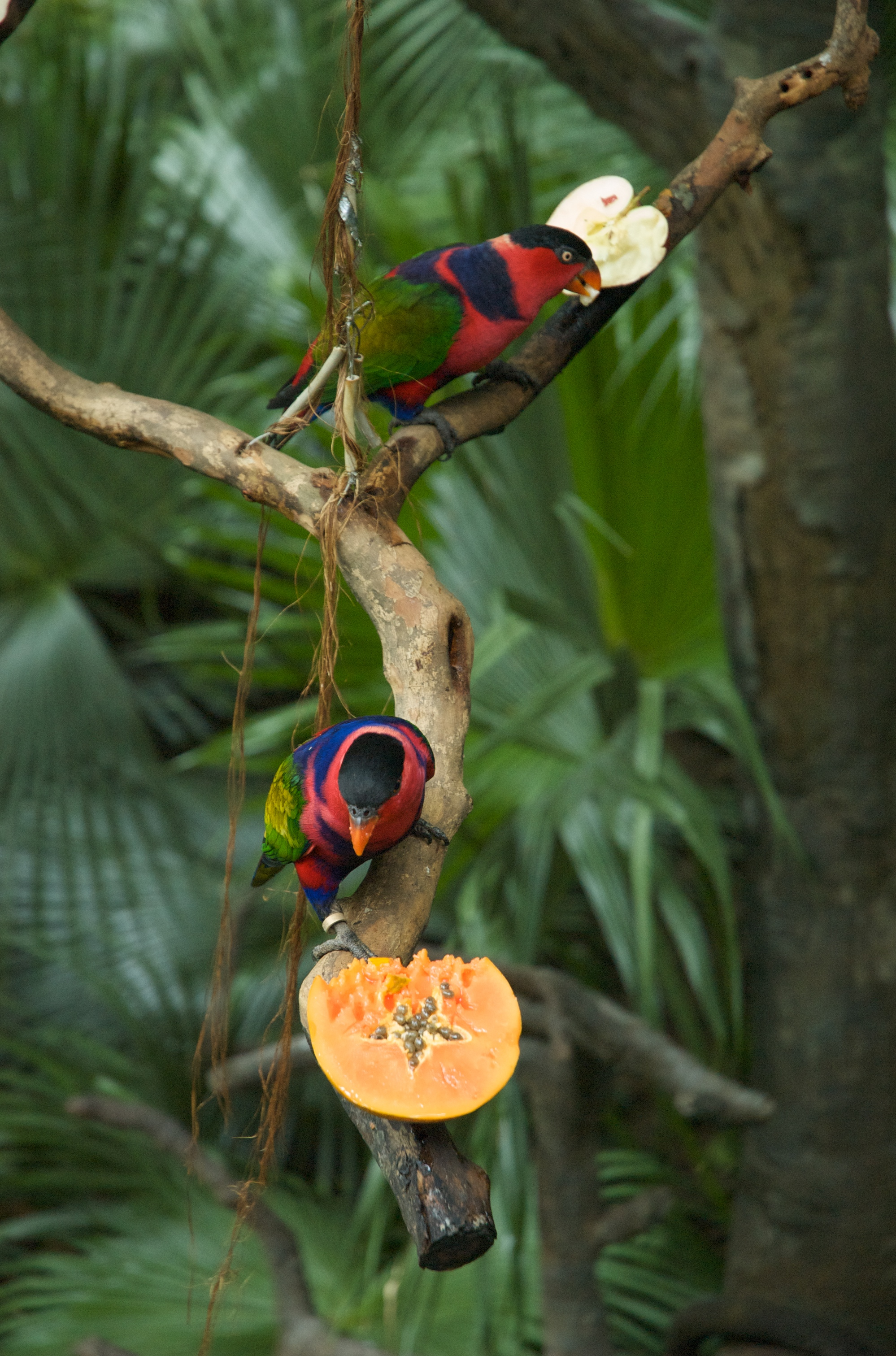
Дамские лори
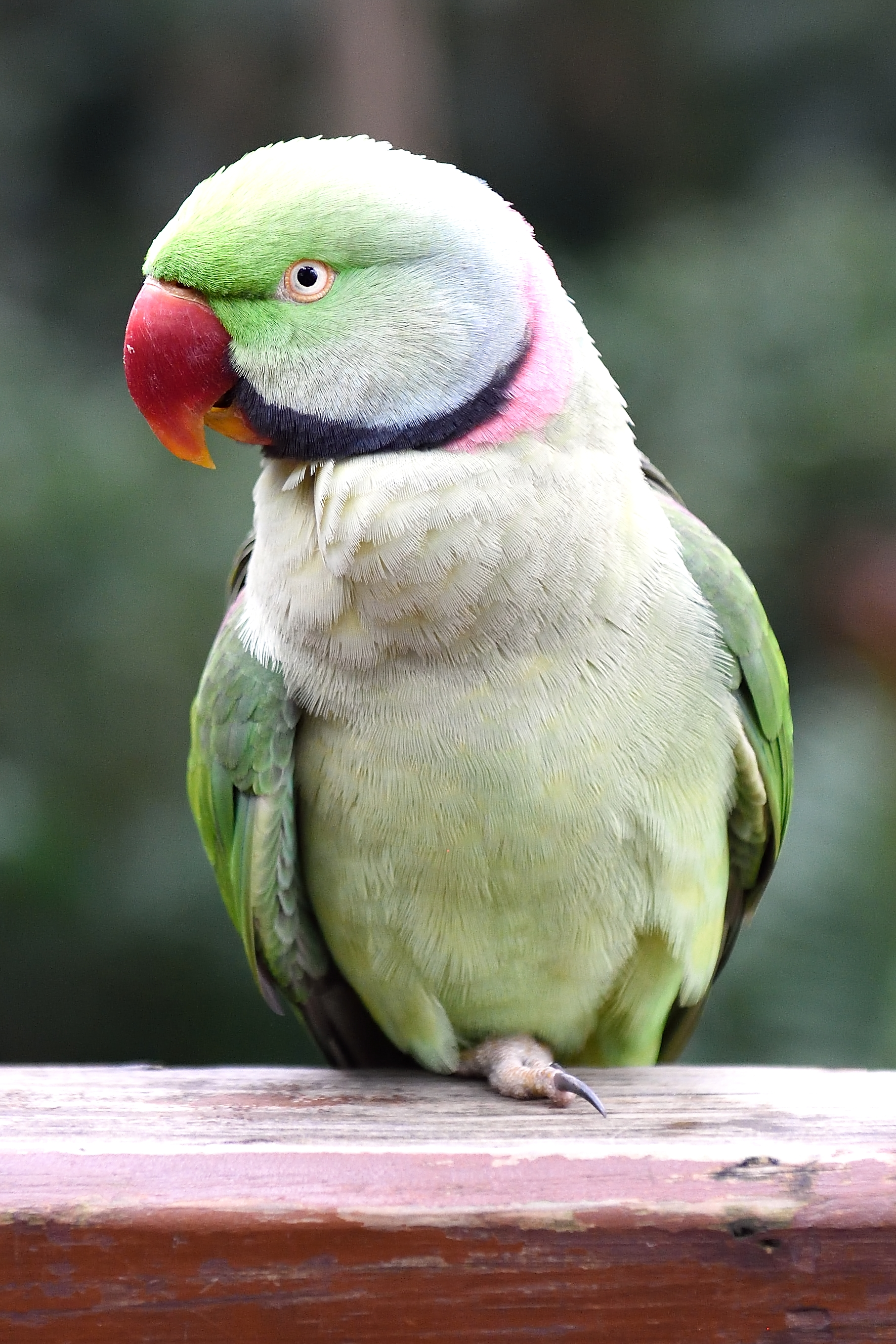
Кольчатый попугай

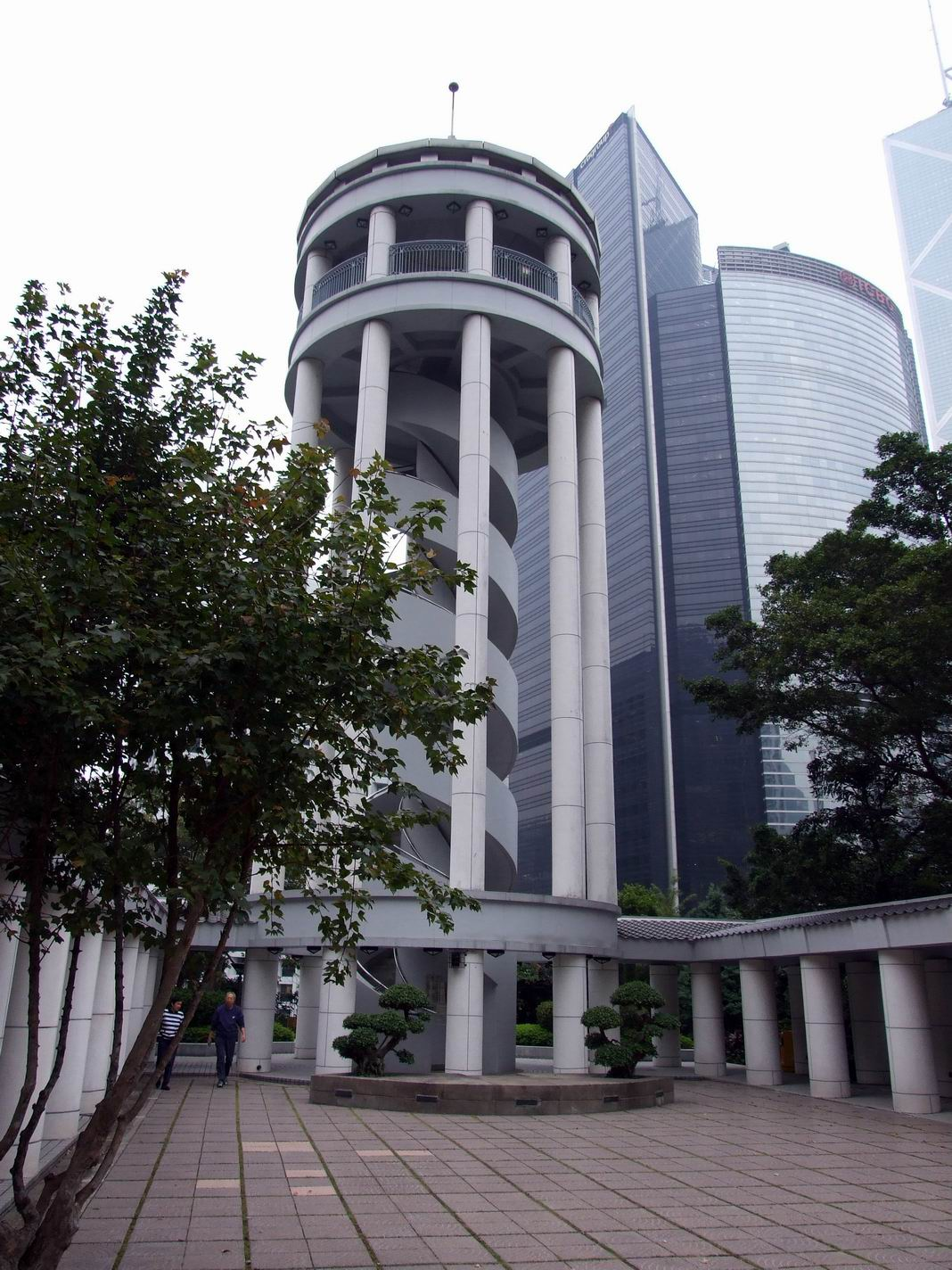
Башня Vantage Point

К западу от авиария находится большая игровая площадка, призванная не только вовлечь детей в активные игры, но и стимулировать у них воображение и креативность. На площади в тысячу квадратных метров расположены шесть разноуровневых платформ, устланных безопасным покрытием. Площадка с горками, павильонами и качелями находится под постоянным видеонаблюдением.
Восточнее авиария находятся сад тайцзи и Олимпик-сквер. В саду тайцзи, возле колоннад и в многочисленных внутренних двориках, горожане занимаются популярной оздоровительной гимнастикой. Здесь же находится мемориал борьбы с SARS со скульптурными изображениями умерших в 2003 году медиков.
В северной части сада тайцзи возвышается 30-метровая башня Vantage Point. Преодолев 105 ступенек винтовой лестницы, посетители попадают на смотровую площадку, откуда открывается панорамный вид на территорию парка, Центральный район и ближайшие окрестности. Олимпик-сквер, оформленный в виде античного амфитеатра, занимает площадь 1100 м² и вмещает 880 человек. Здесь проводятся различные массовые мероприятия — презентации спортивных событий, открытые выставки, кукольные спектакли и концерты местных музыкальных коллективов, а в дни, когда мероприятий нет, здесь просто отдыхают горожане и туристы.
У искусственного озера создан уголок охраны живой природы, где экологи оберегают различные виды стрекоз и бабочек, а также желтолапых и краснобрюхих белок, шпороносных черепах и редкие виды лягушек. У северного берега озера установлен памятник канадскому солдату Джону Роберту Осборну, погибшему в декабре 1941 года в Гонконге. Он удерживал окружённые врагом позиции и ценой своей жизни помог отступить роте виннипегских гренадеров.
- Олимпик-сквер
- Сад тайцзи
- Рыба в озере
- Черепахи в озере

Южнее Дома с флагштоком, у восточного входа в парк, расположена 20-метровая башня с часами. Рядом с башней разбит Центральный сад с колоннадами и танцующими фонтанами, между которыми проложена пешеходная аллея. В конце аллеи находится фонтан-павильон, у которого можно присесть в окружении водных струй.

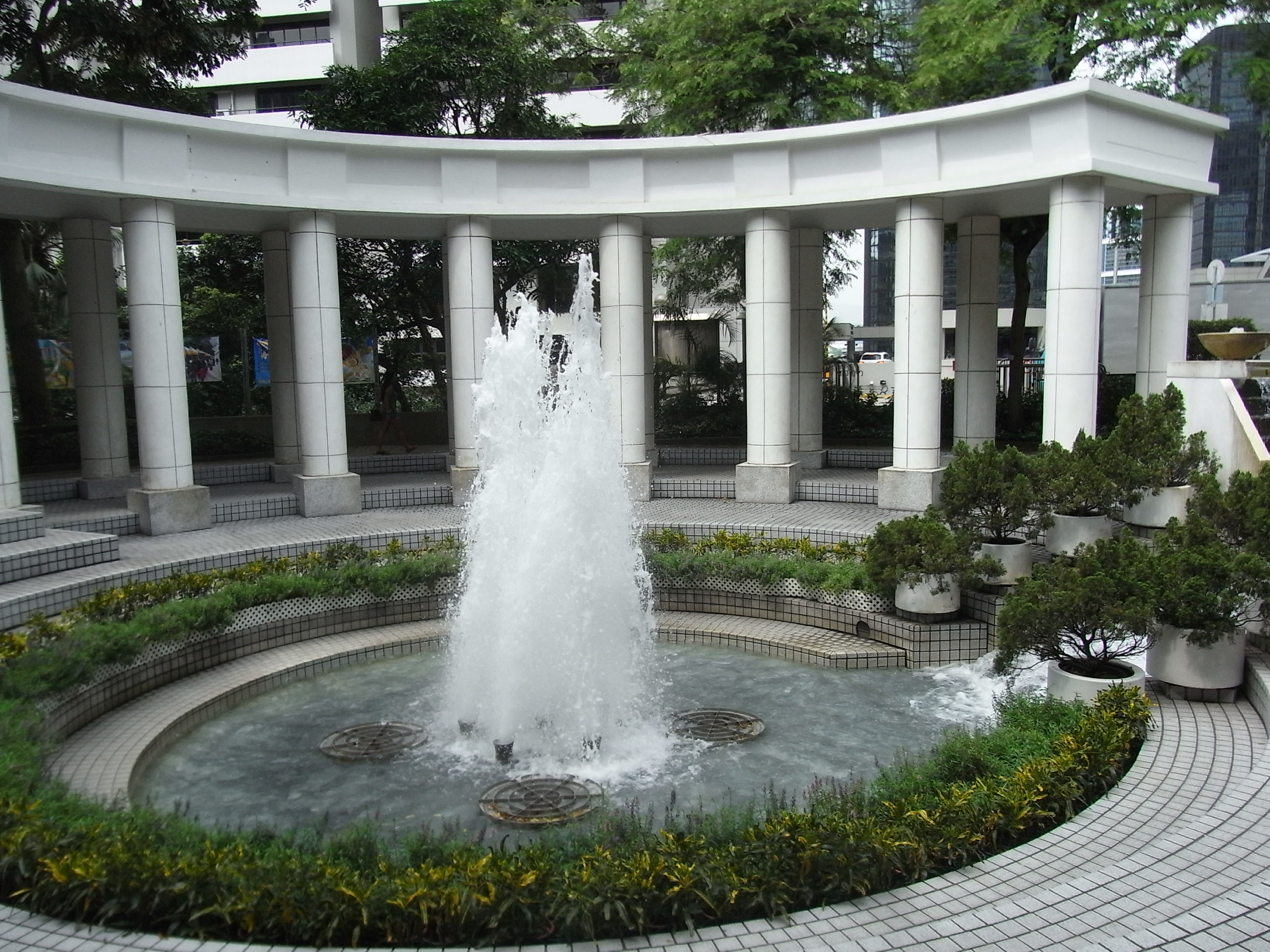
Колоннада с фонтаном
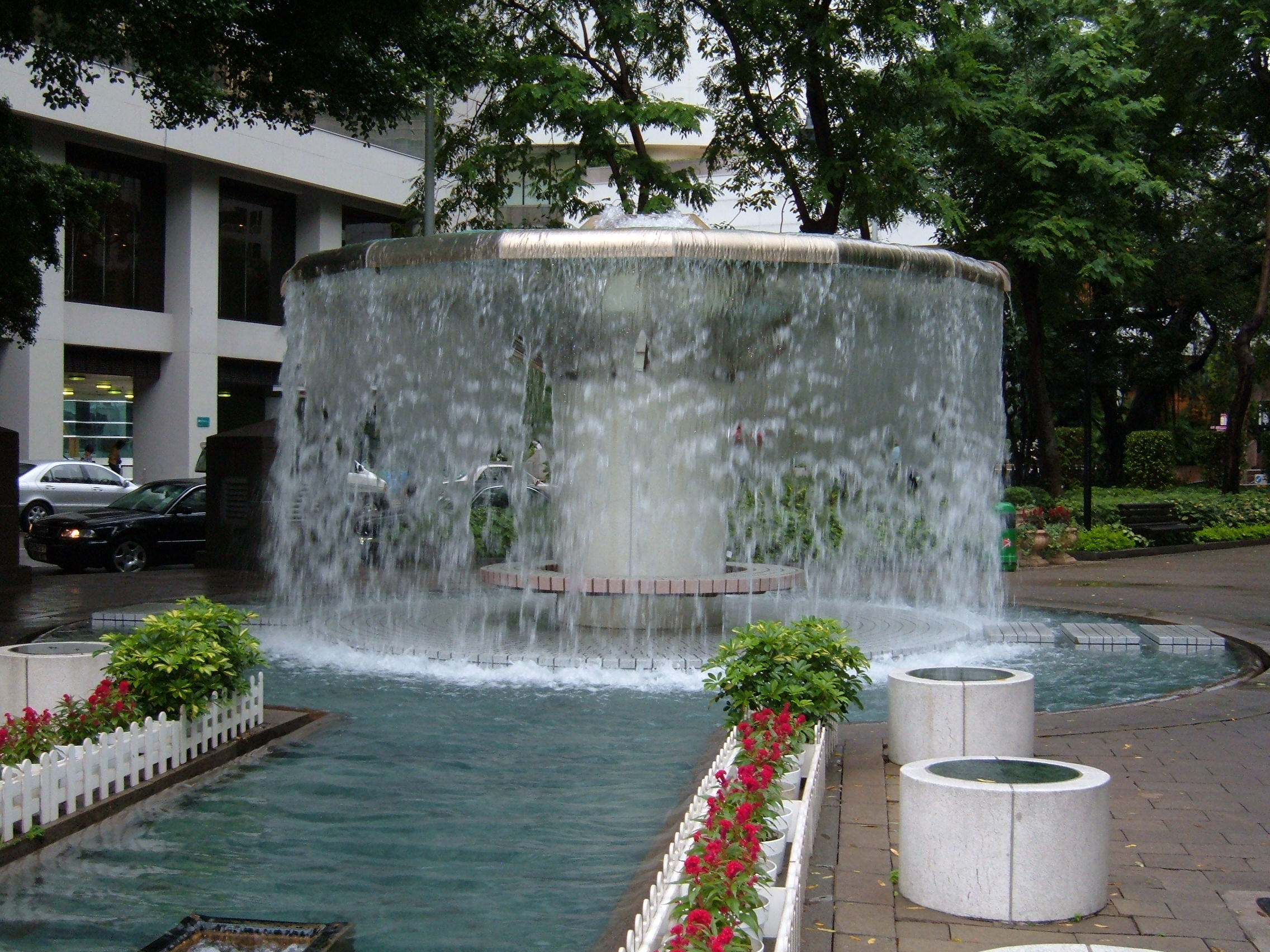
Фонтан-павильон

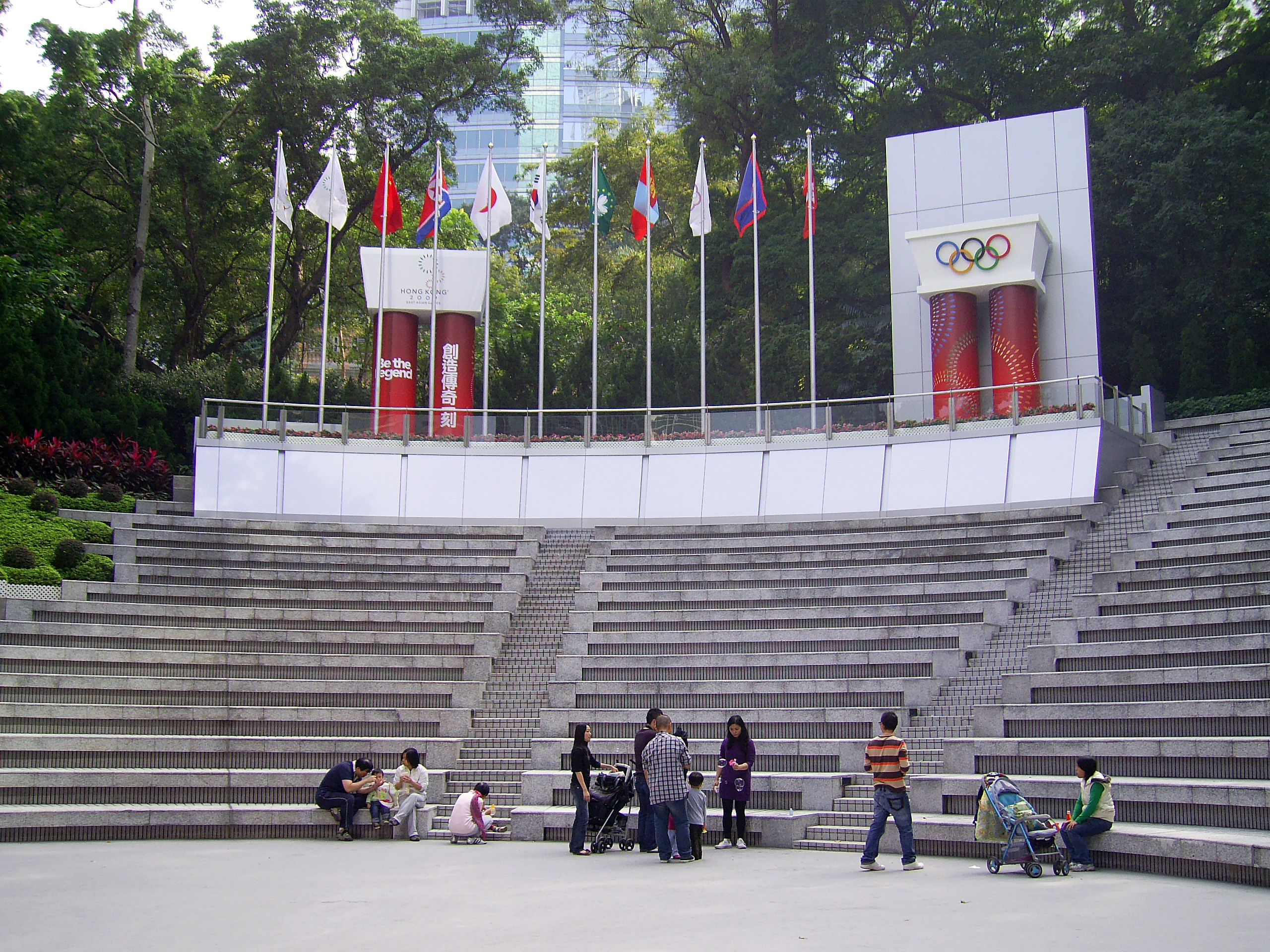
Олимпик-сквер
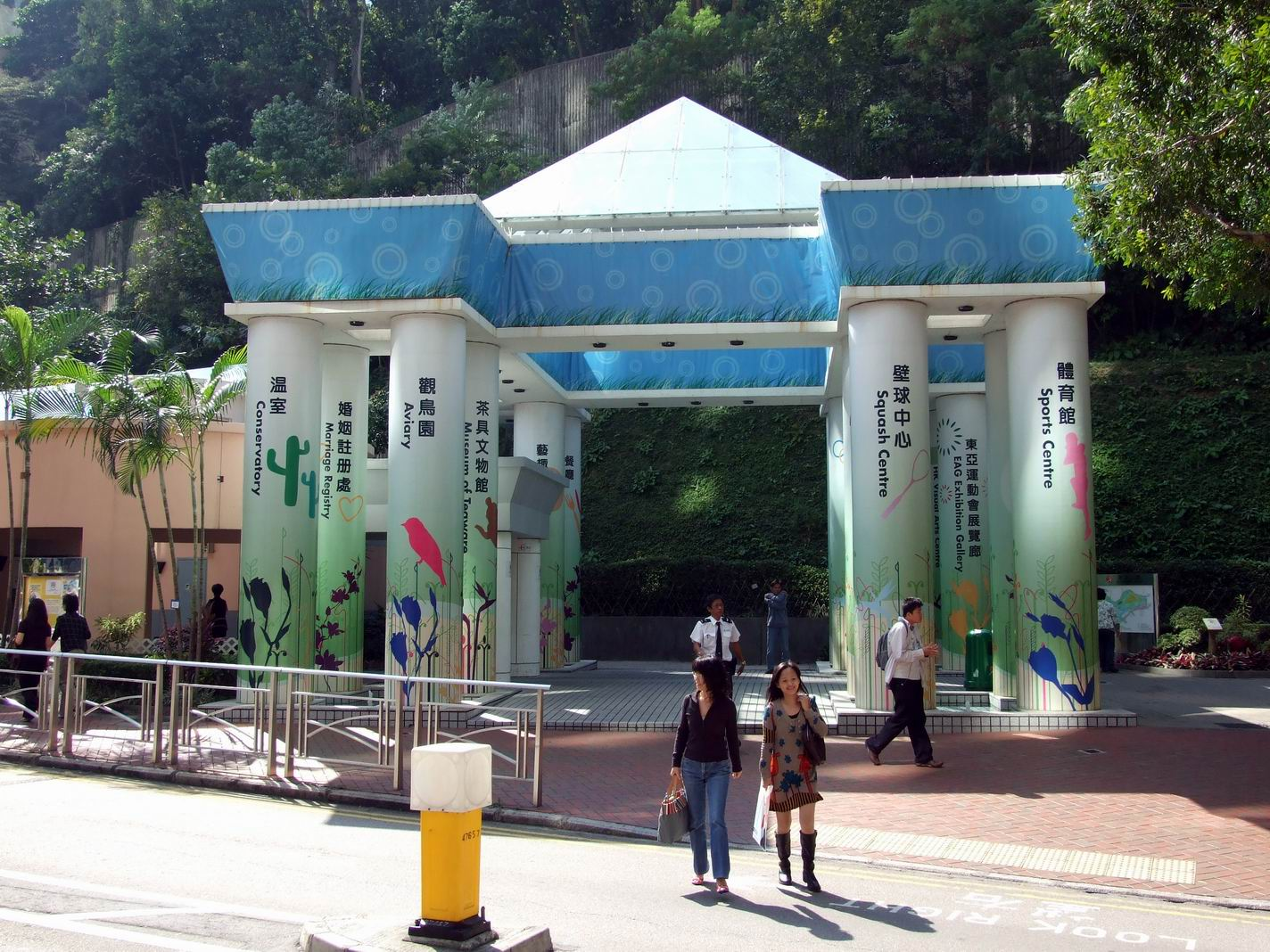
Главный вход
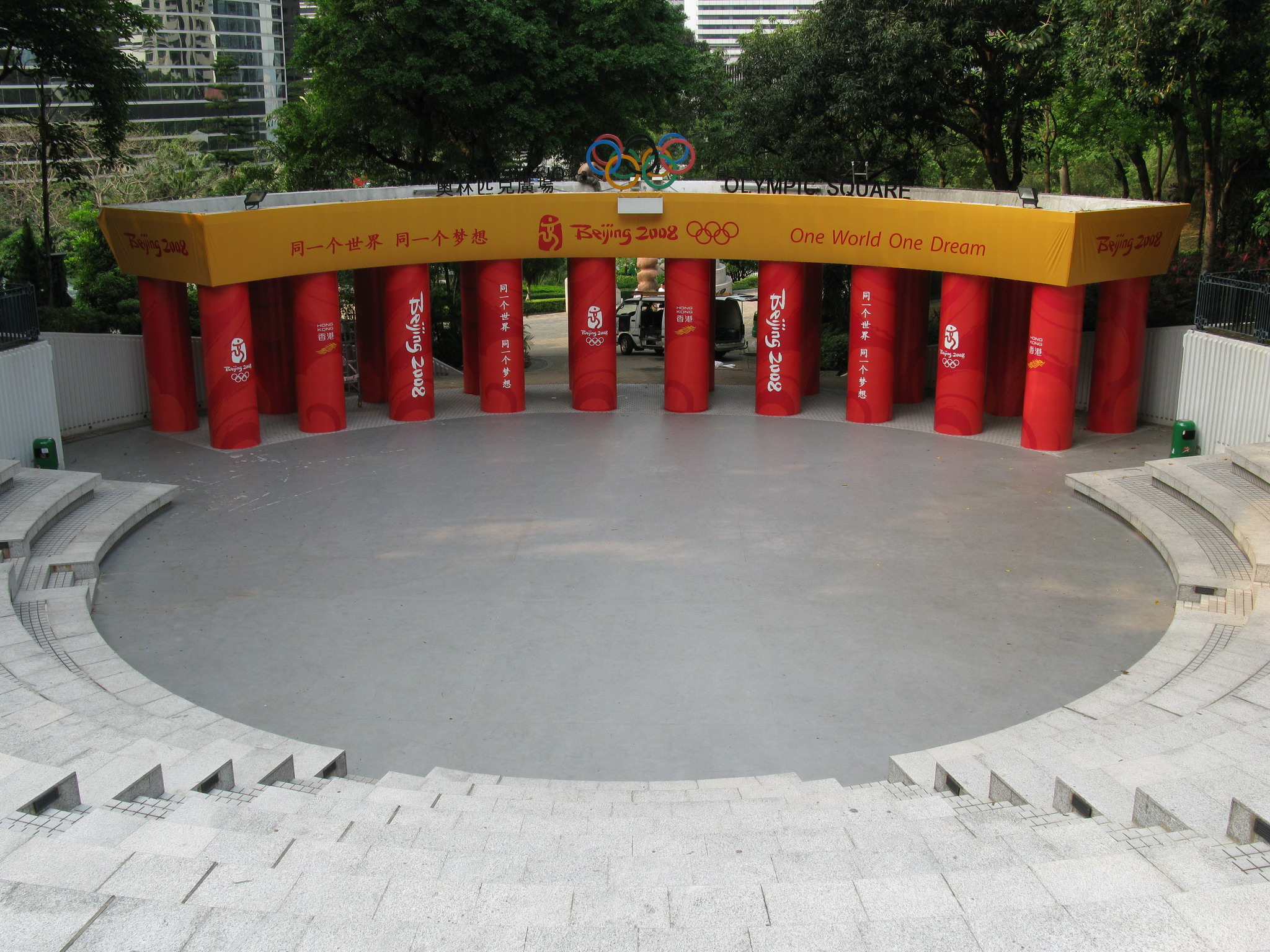
Олимпик-сквер
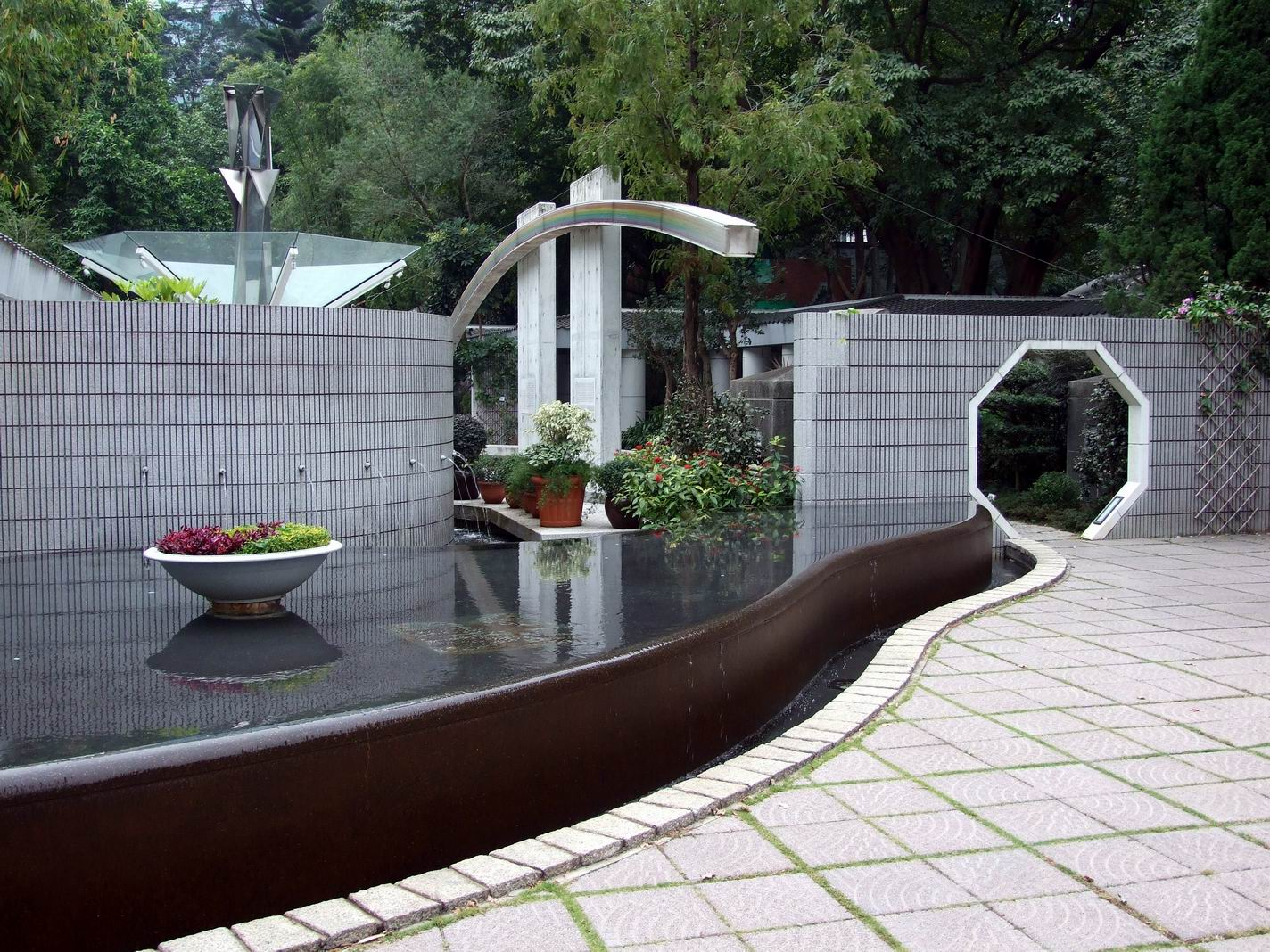
Сад тайцзи
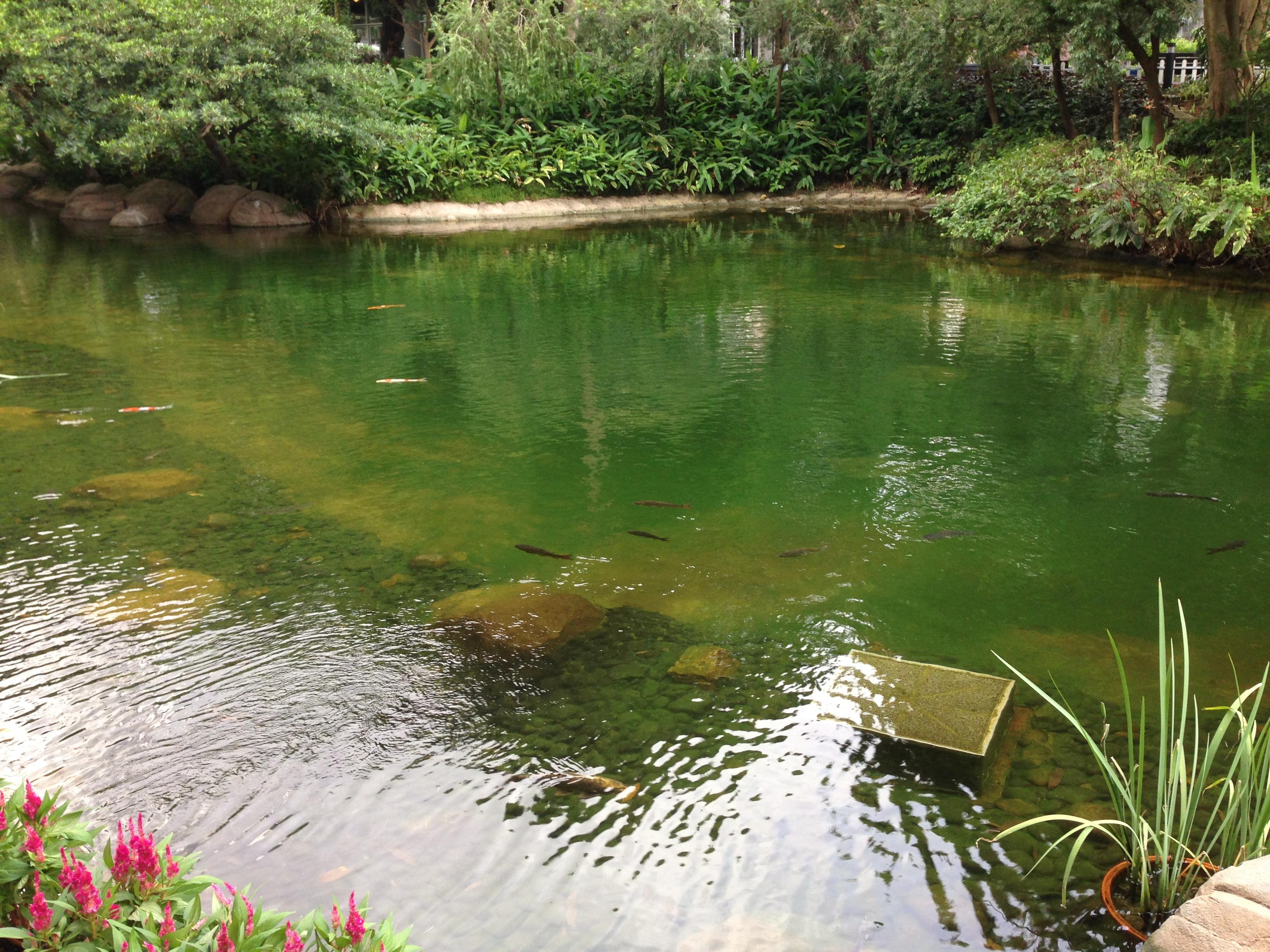
Рыба в озере
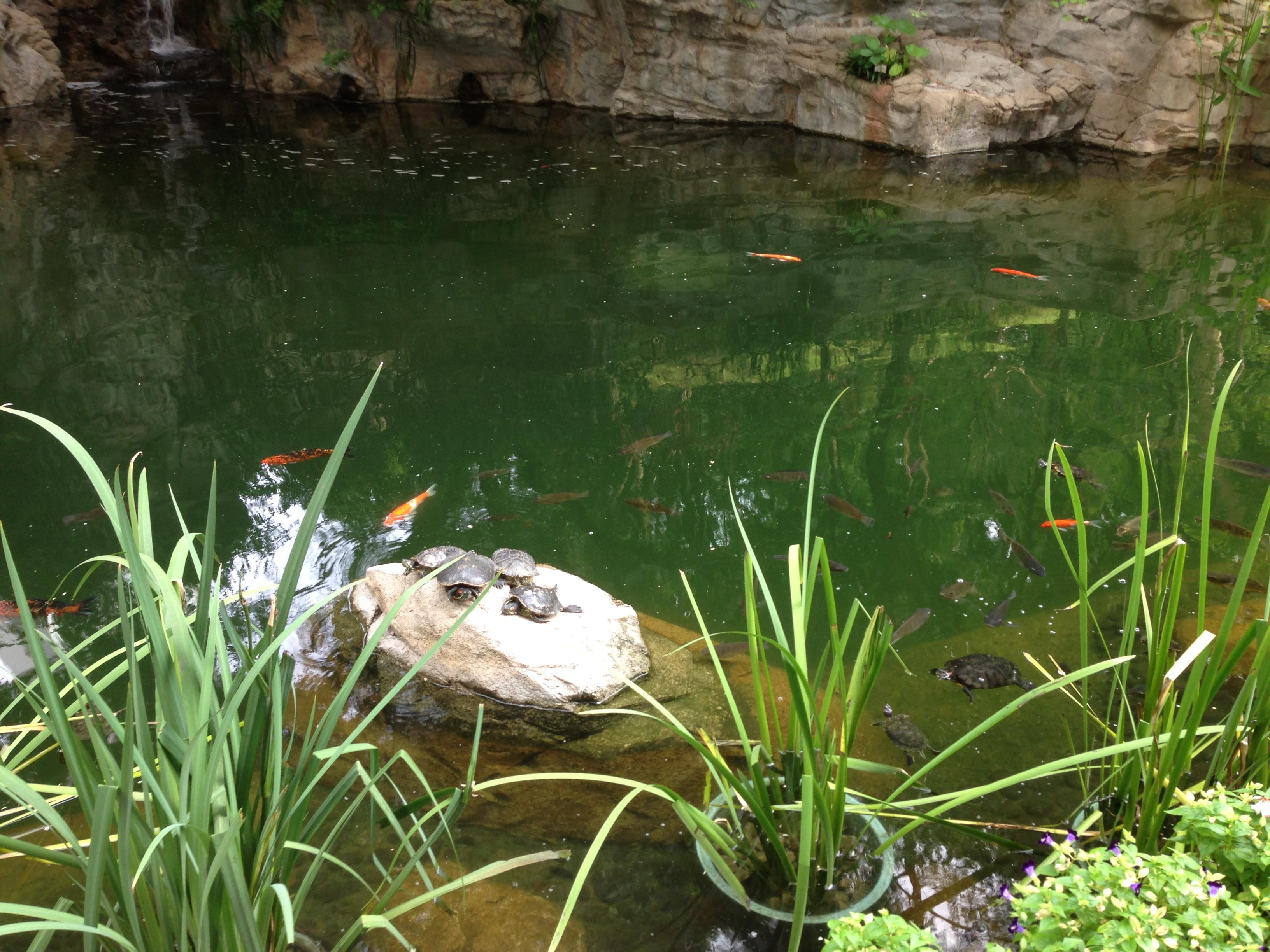
Черепахи в озере

- Главный вход

### Крытые объекты
Из крытых объектов в парке расположены Дом с флагштоком, в котором размещается Музей чайной посуды, галерея с чайным рестораном, ресторан кухни фьюжн L16, консерватория Гонконгского парка, Центральная пожарная станция, Роулинсон-хаус, Гонконгский центр сквоша, спортивный центр Гонконгского парка и Гонконгский центр изобразительных искусств.
Дом с флагштоком был построен в 1846 году как резиденция командующего британским гарнизоном Гонконга. Во время битвы за Гонконг здание сильно пострадало от обстрелов и бомбардировок, но вскоре было восстановлено японцами. В период оккупации оно служило резиденцией японского коменданта города. После освобождения Гонконга Дом с флагштоком вновь был местом жительства британского командующего, который в 1978 году переехал в новую резиденцию на Баркер-роуд. В конце 1970-х годов военные передали дом в составе казарм Виктория под юрисдикцию правительства, а то в свою очередь в 1981 году переподчинило его городскому совету.
В 1984 году в здании разместился Музей чайной посуды (филиал Гонконгского музея искусств). В 1989 году Дом с флагштоком был объявлен историческим памятником, а реставраторы вернули ему облик середины XIX века. К Музею чайной посуды примыкает галерея доктора К. С. Лоу с чайным рестораном, открытая в 1995 году (здесь выставлена коллекция керамики и китайских печатей, подаренная Гонконгу местным филантропом). Сегодня здания музея и галереи являются популярным фоном для свадебных фотографий.

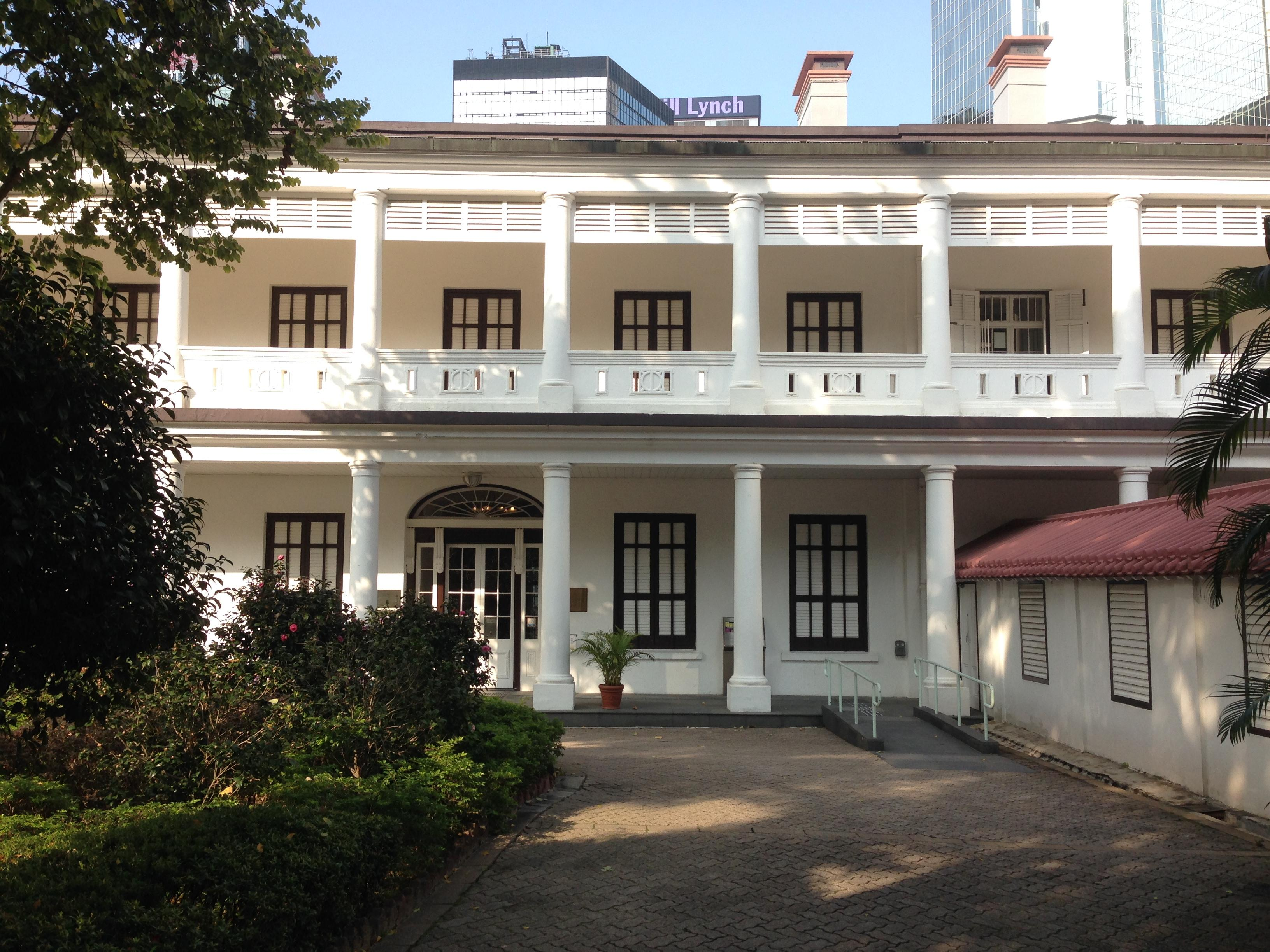
Фасад музея
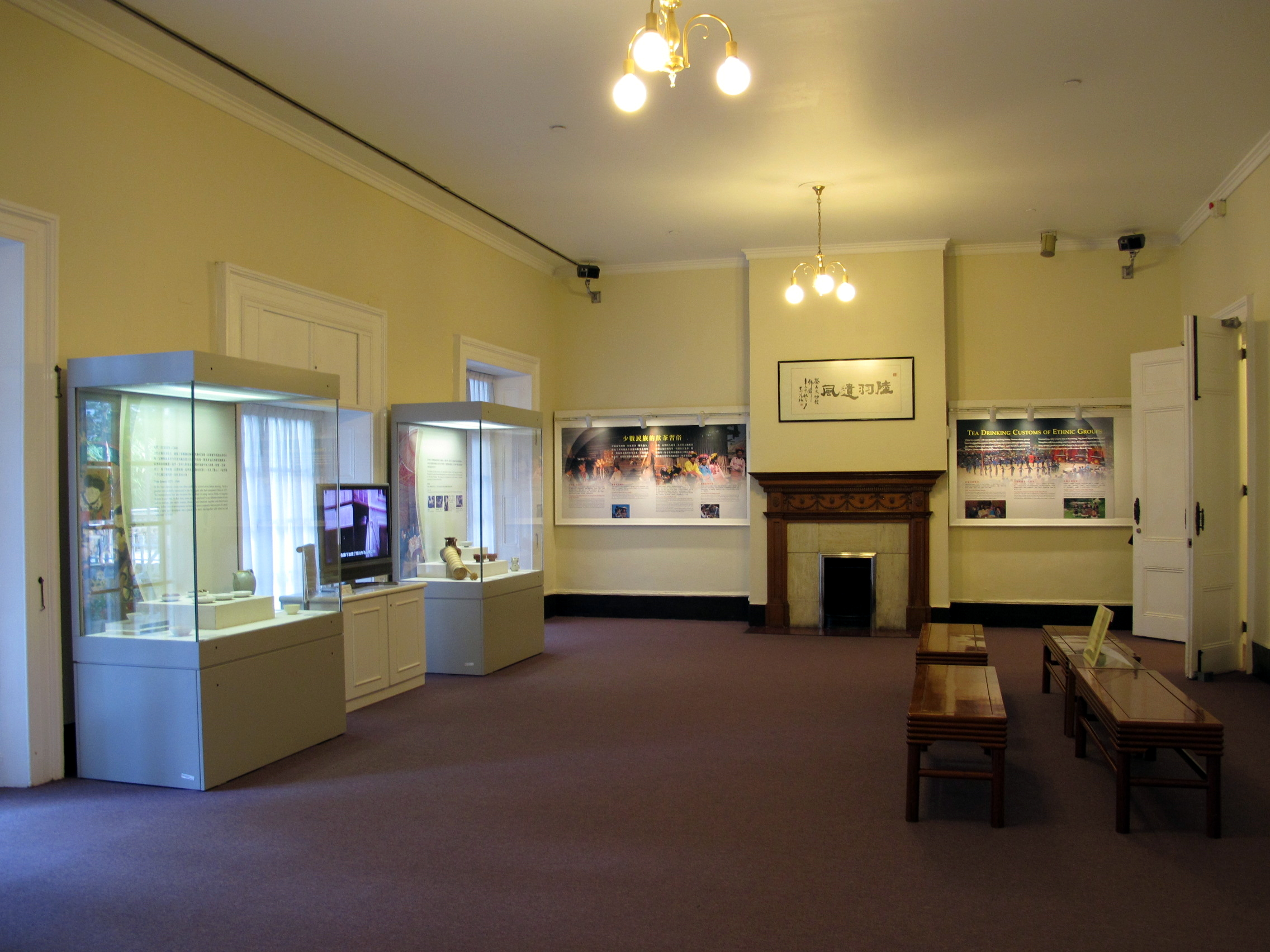
Коллекция музея
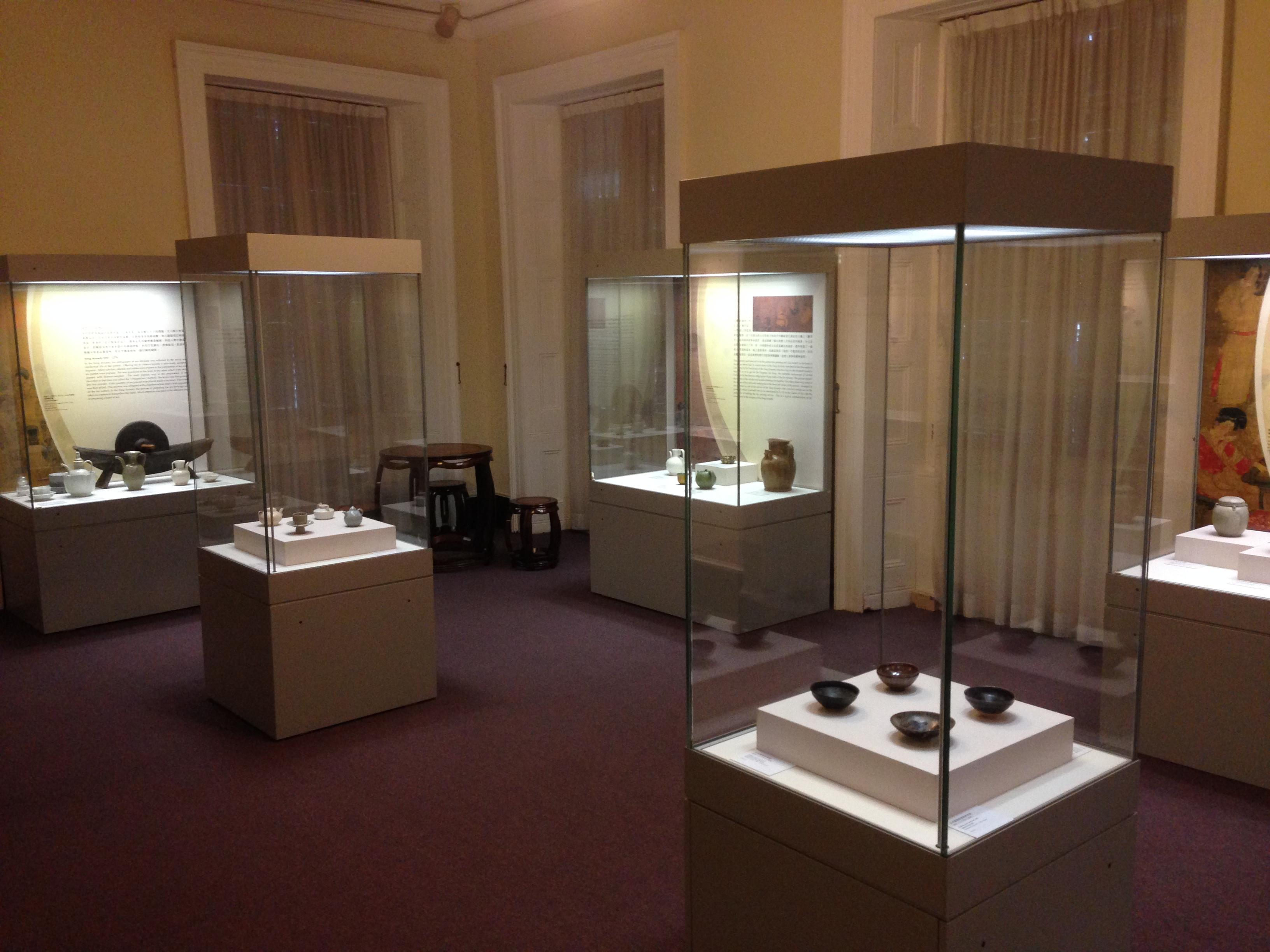
Коллекция музея
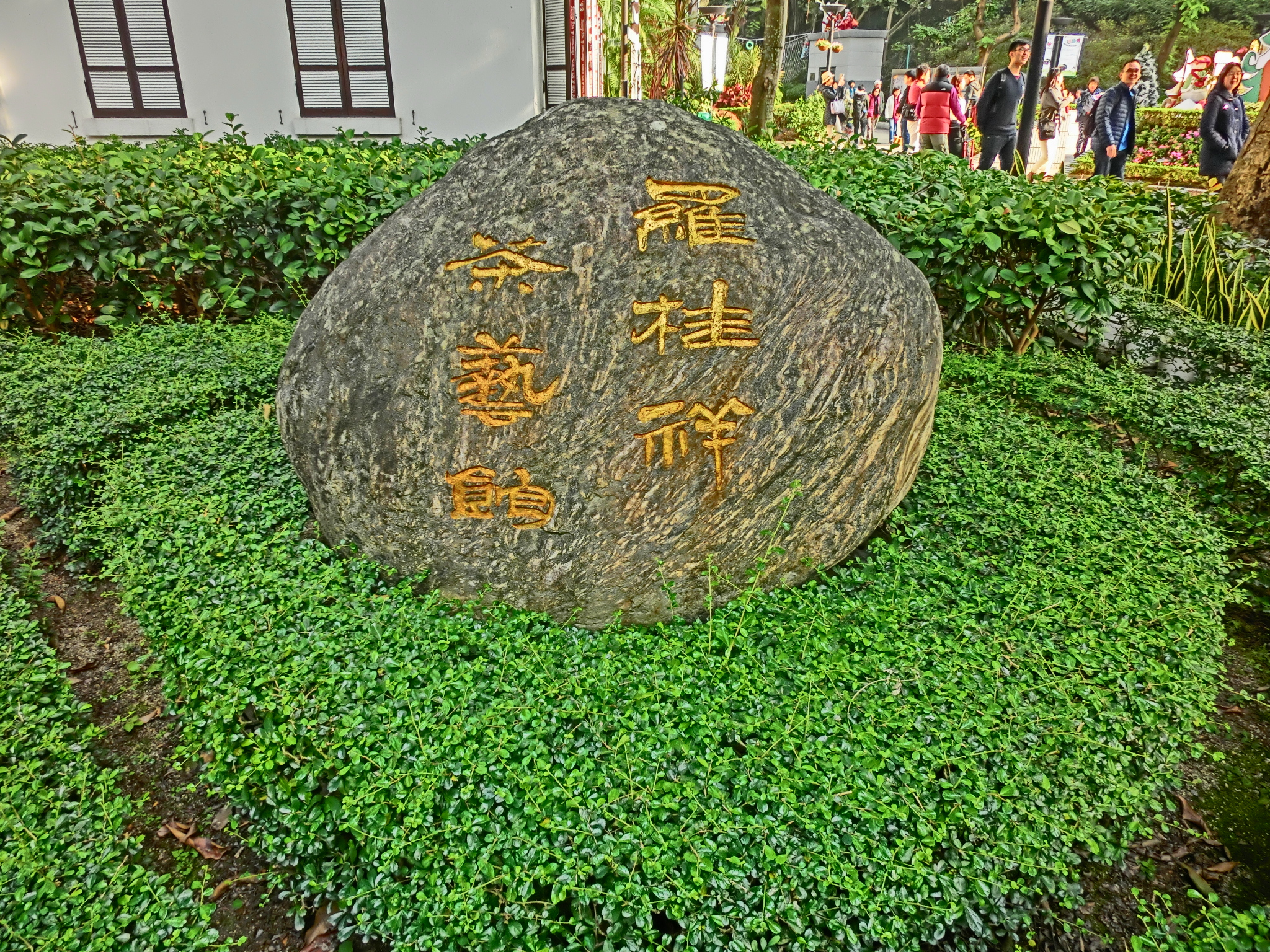
Памятный камень

Роулинсон-хаус был построен в начале XX века как жилище для семейных офицеров Гонконгского гарнизона. В 1960-х годах несколько соседних зданий были объединены и переделаны под резиденцию начальника штаба, который одновременно занимал пост заместителя командующего британскими войсками. В ходе создания парка в 1980-х годах здание было сохранено. Сегодня первый этаж Роулинсон-хауса занимает отдел регистрации браков, а на втором этаже размещается офис управляющего парком.
В историческом Уэйвелл-хаусе с 1991 года размещается образовательный центр при авиарии имени Эдварда Юда. В бывшем блоке Касселс, построенном в начале XX века, базируется Гонконгский центр изобразительных искусств. Центр, открытый в апреле 1992 года, поддерживает местных художников, проводит выставки картин, фотографий, каллиграфии и скульптур, лекции, семинары и мастер-классы. В центре имеются выставочные залы, лекторий на 60 мест, многофункциональные студии и залы, студии рисования, керамики, глиняной, гипсовой, каменной, деревянной и металлической скульптуры, глиптики и ювелирного мастерства, реставрации и печати.

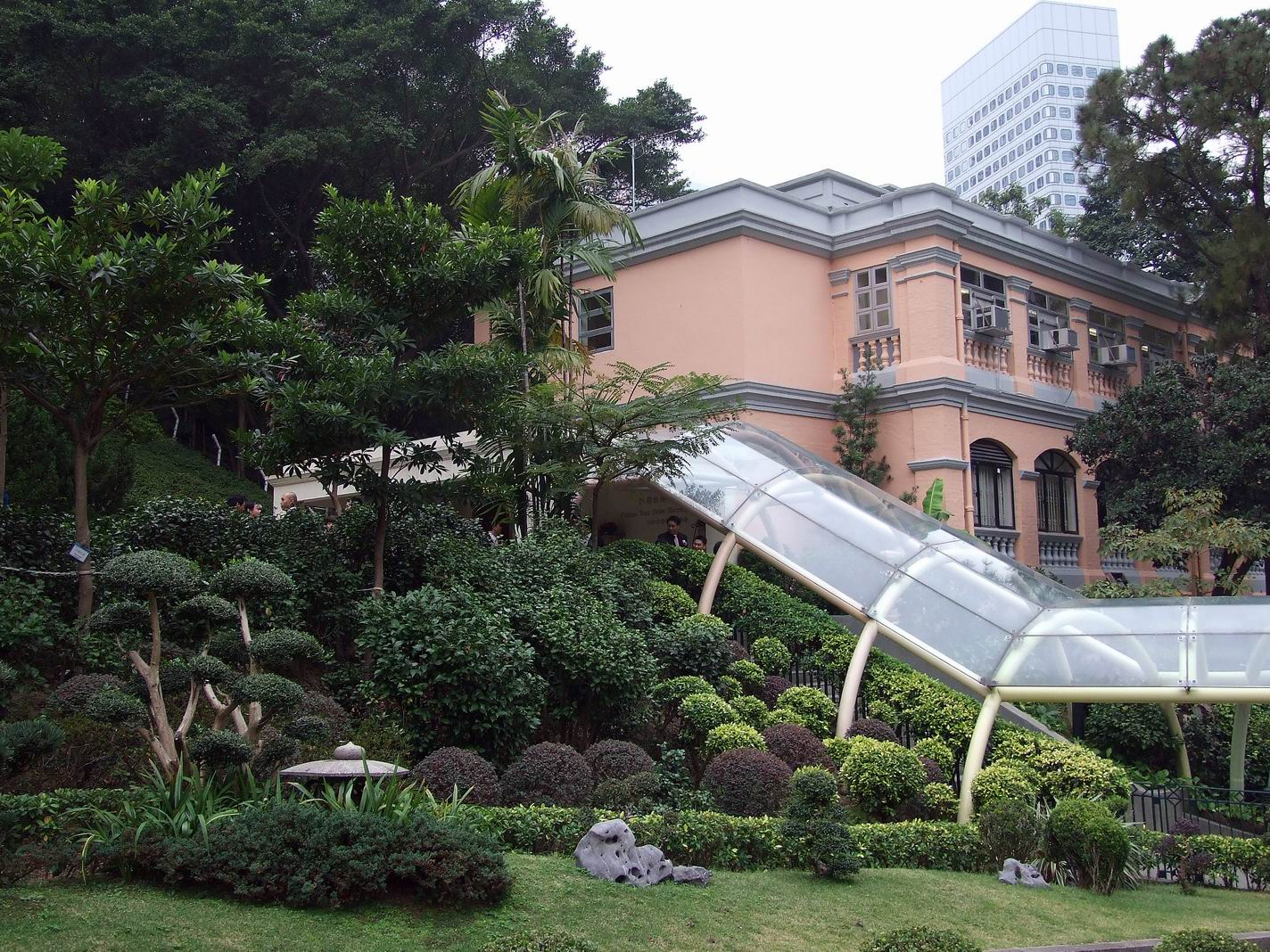
Роулинсон-хаус
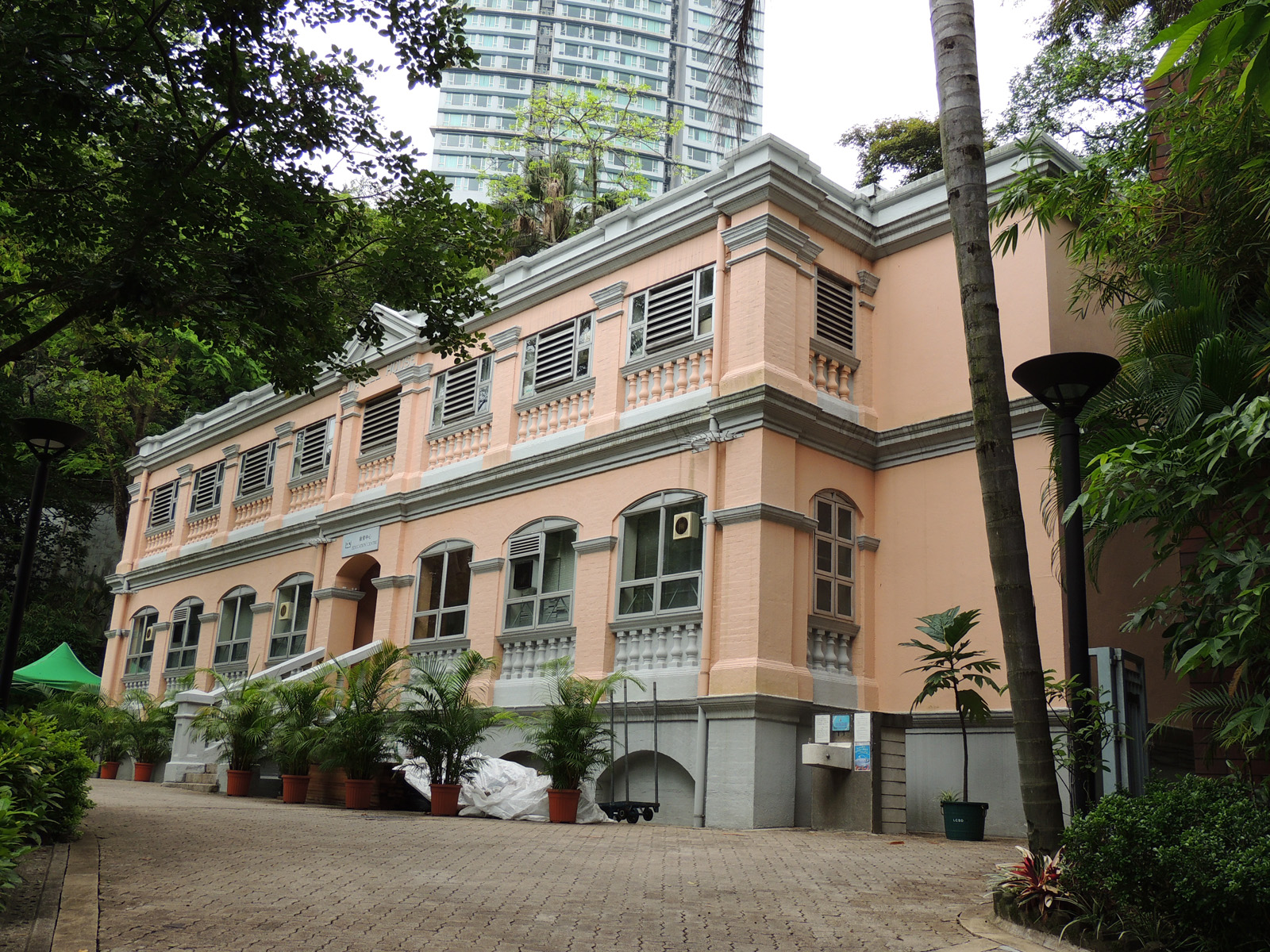
Уэйвелл-хаус
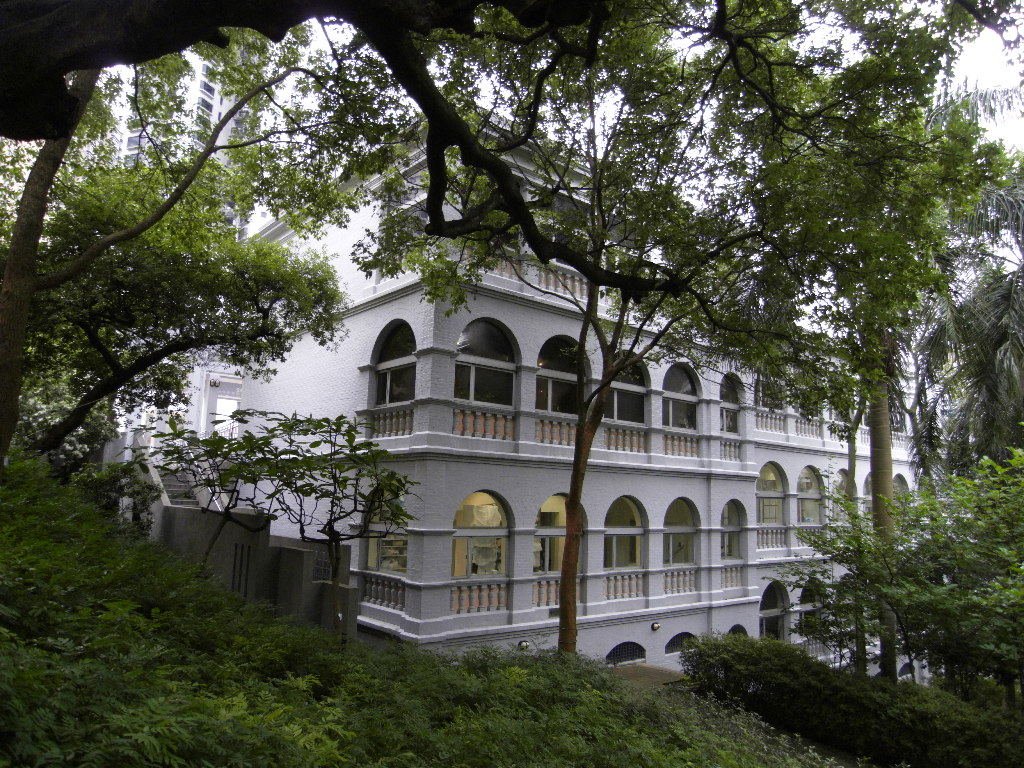
Блок Касселс
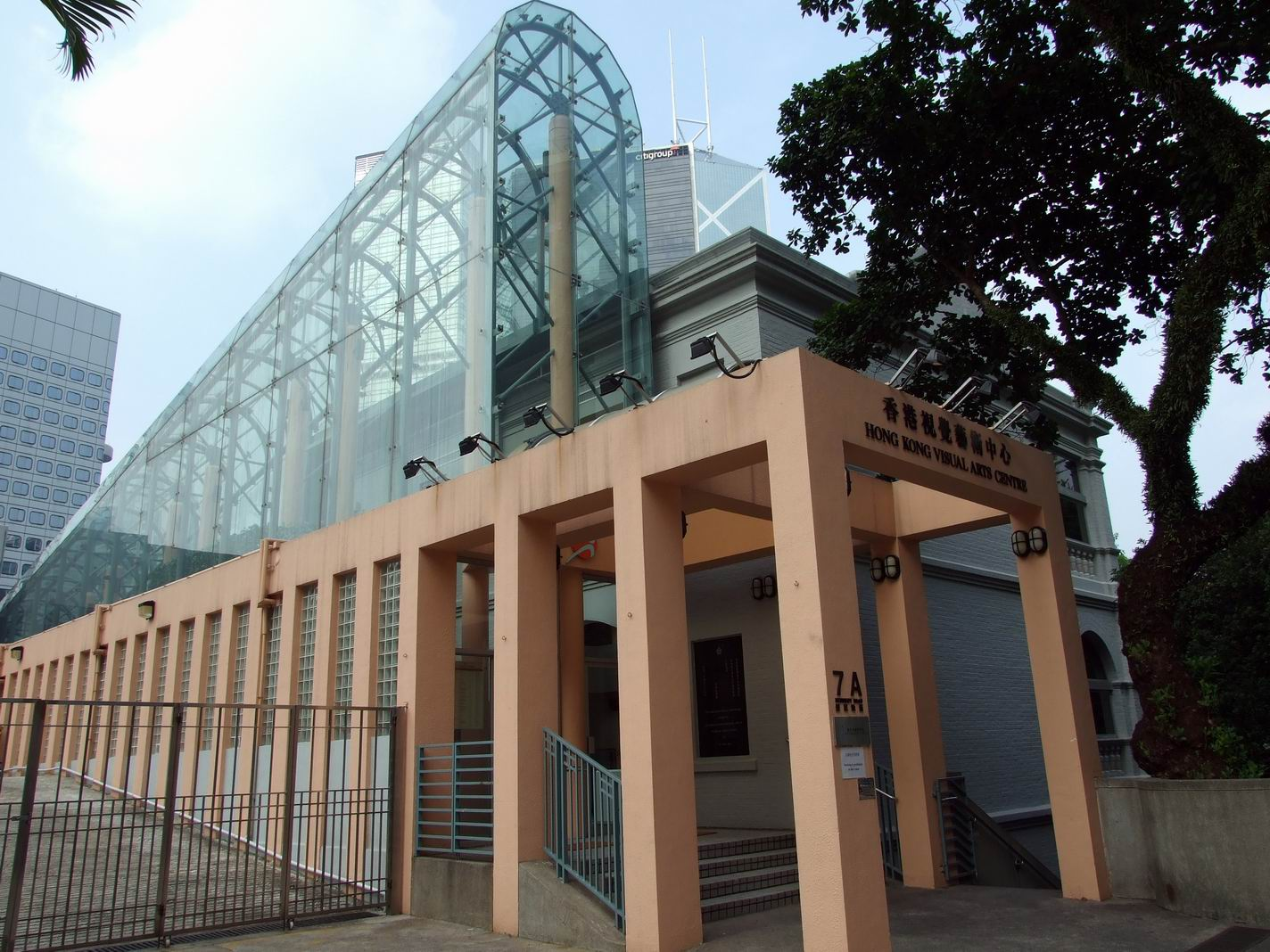
Блок Касселс

Южнее искусственного озера располагается консерватория Гонконгского парка (в данном случае это не музыкальное учебное заведение, а строение, предназначенное для сохранения различных видов растений). Площадь консерватории, составляющая 1400 м², разделена на три зоны: демонстрационную (Display Plant House), сухую (Dry Plant House) и влажную (Humid Plant House).
В демонстрационной зоне представлены популярные культивируемые растения различных видов и семей. Тематические показы проводятся на сменной сезонной основе, в течение года сменяется более 30 групп растений. Во влажной зоне представлено большое разнообразие растительности, происходящей из джунглей Юго-Восточной Азии, Южной Африки и Америки. Экземпляры сгруппированы согласно зональности и местам происхождения, а также экологическим особенностям и экономической ценности. Во влажной и сухой зонах установлено сложное оборудование, которое создаёт и поддерживает специальную климатическую среду — от засушливых до тропических областей (приборы регулируют температуру, влажность и освещение, а также распыляют водяной пар для поглощения солнечных лучей). Кроме того, в сухой зоне созданы искусственные скалы и миниатюрные каньоны, моделирующие среду обитания растений из засушливых областей.
|               |  |  |  |
| Консерватория |  |  |  |

В западной части парка, со входами со стороны Коттон-Три-драйв, расположены спортивный центр Гонконгского парка и Гонконгский центр сквоша. Спортивный центр с кондиционированным воздухом был открыт для посетителей в марте 1991 года. Многофункциональная арена может быть преобразована в две баскетбольные площадки, две волейбольные площадки, две площадки для нетбола или восемь площадок для бадминтона. Также в спортцентре имеются один небольшой многоцелевой зал, зал настольного тенниса, зал для фитнеса, внутренняя беговая дорожка длиной свыше 160 метров и галерея, посвящённая Восточноазиатским играм 2009 года.
Крупнейший в городе Гонконгский центр сквоша объединяет под своей крышей 18 кортов с кондиционированным воздухом. Один из кортов, с трёх сторон окружённый стеклянными панелями и оборудованный зрительскими трибунами, предназначен для соревнований и показательных выступлений. Ежегодно в центре проводятся открытый чемпионат по сквошу Hong Kong Open и другие международные турниры. Также в центре имеется зона отдыха с небольшим рестораном.

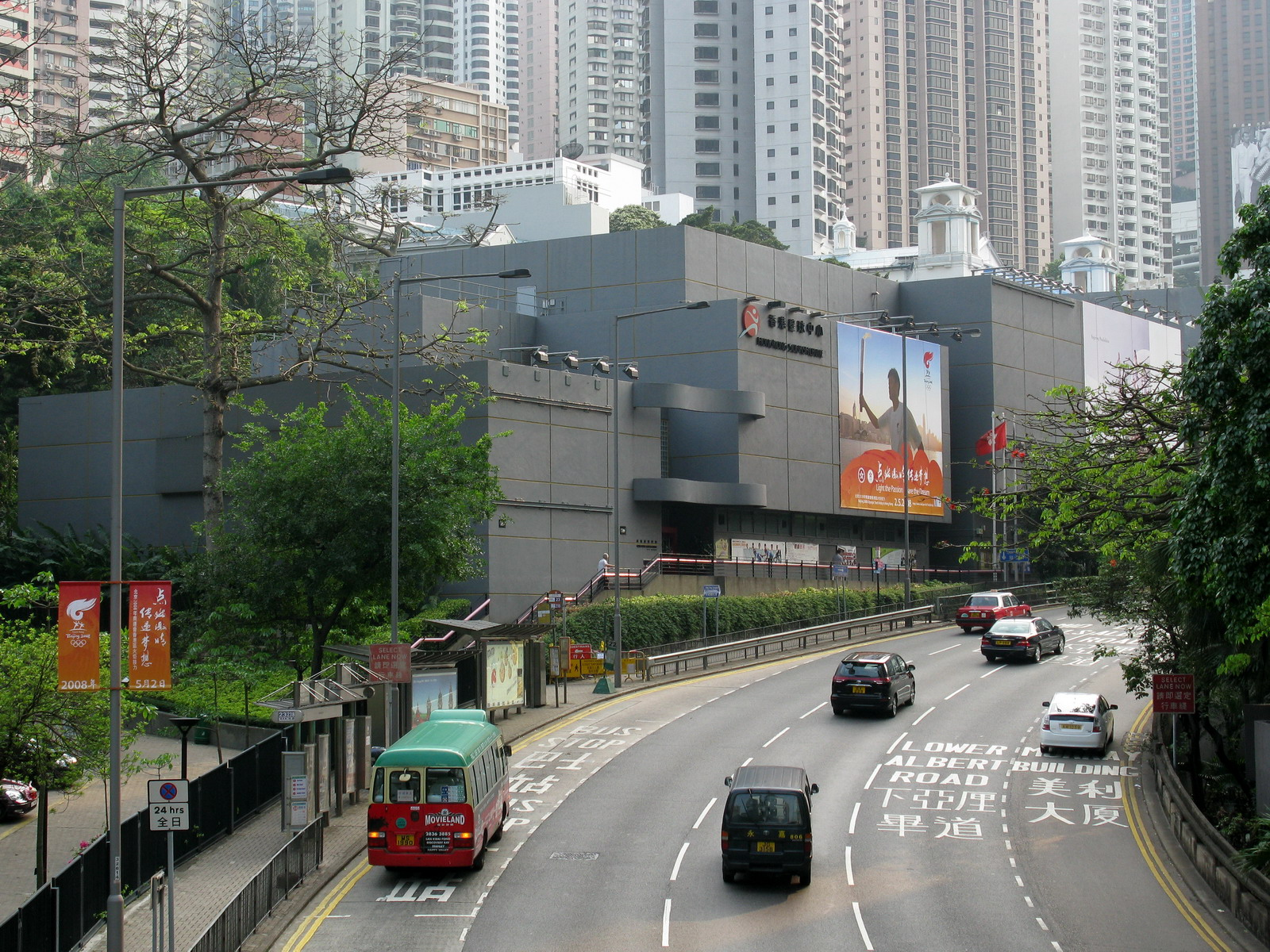
Центр сквоша
Спортцентр
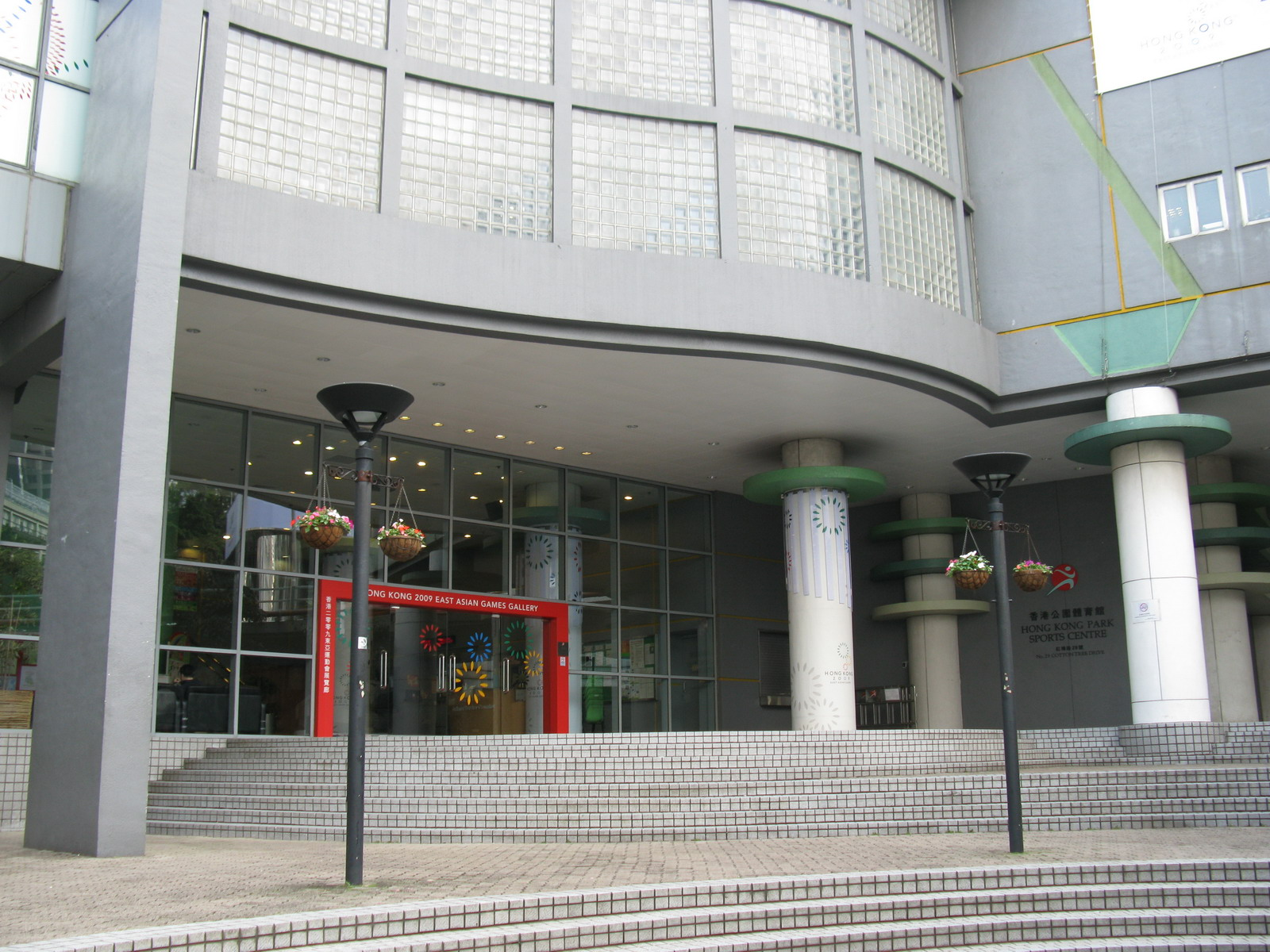
Спортцентр
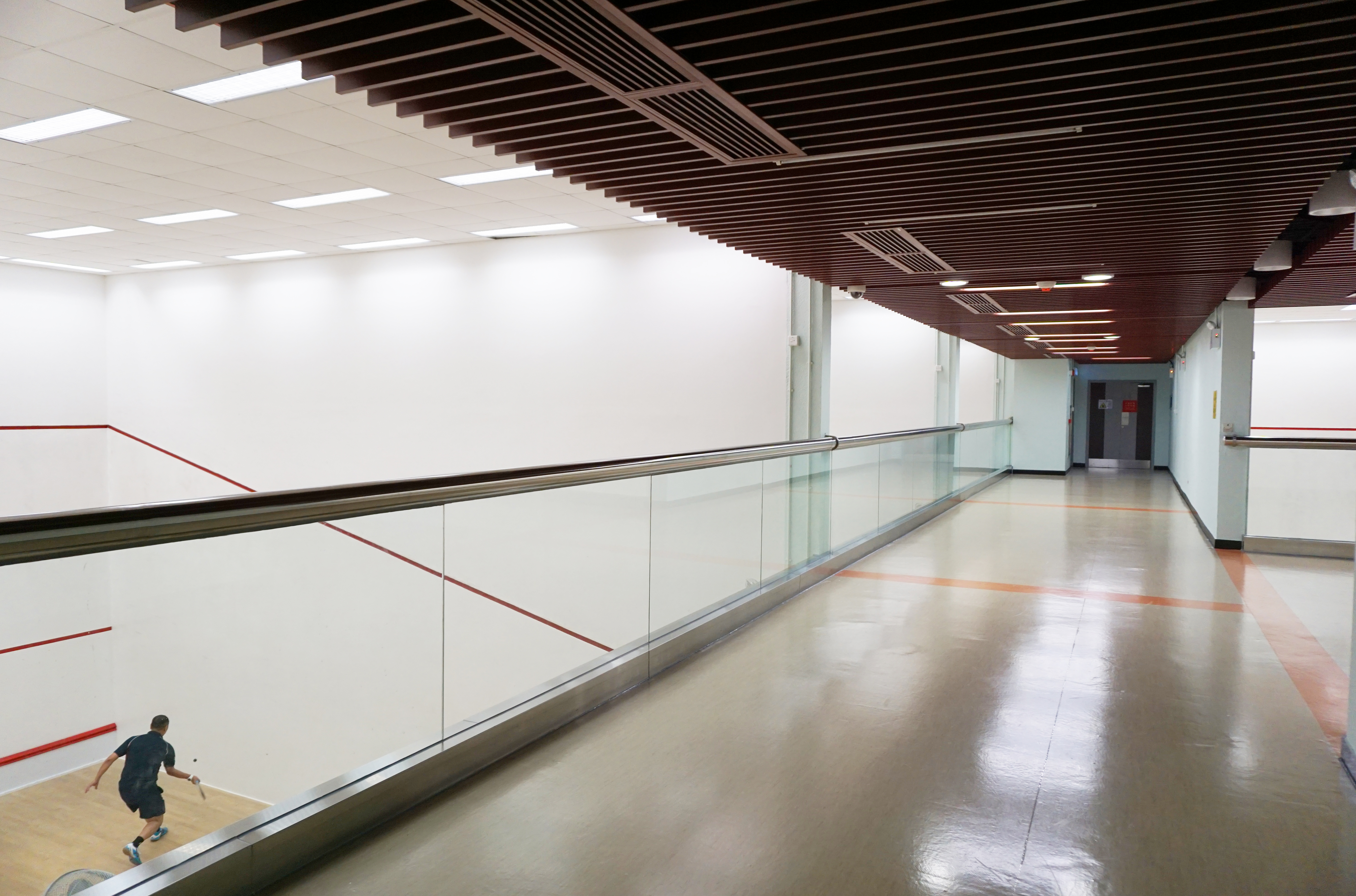
Центр сквоша

### Общественное питание
В Гонконгском парке расположено несколько разноплановых точек общественного питания. Между часовой башней и искусственным озером расположен крупнейший в парке ресторан L16. Одна из веранд ресторана выходит на красивый водопад, а другая спрятана во дворике, окружённом пальмами. Небольшой ресторанчик Lock Cha Tea House находится на первом этаже галереи доктора К. С. Лоу, примыкающей к Музею чайной посуды. Другой ресторанчик под названием Harrow Cafe работает в Гонконгском центре сквоша. Кроме них в парковой зоне имеются два продуктовых киоска, продающих закуски и прохладительные напитки.

## Растительность
Авиарий имени Эдварда Юда, расположенный в южной части Гонконгского парка, разбит вдоль естественной речной долины на восточном склоне пика Виктория. Среди деревьев, высаженных в птичьем вольере, — инжир (Ficus carica), хлопчатник древовидный (Gossypium arboreum), бомбакс капоковый (Bombax ceiba), лумбанг (Aleurites moluccana) и несколько видов пальм. Важную для птиц лесную подстилку составляют опавшие листья деревьев, папоротников и почвопокровных растений. В климатических условиях Гонконга гигантские деревья, характерные для влажных тропических лесов, едва ли могут достичь зрелости, поэтому в авиарии они играют роль скорее имитации привычной птицам экосистемы.
|         |  |  |  |
| Авиарий |  |  |  |

В демонстрационной зоне консерватории Гонконгского парка выставляются культивируемые орхидные, бегониевые, бромелиевые, антуриумы, аморфофаллусы, водные, луковичные и травянистые растения. Во влажной зоне представлен большой выбор папоротников, пальм, бромелиевых, насекомоядных растений, отдельно сгруппированы гевея бразильская, кофейное дерево, шоколадное дерево, хлебное дерево и ваниль плосколистная. В сухой зоне представлены различные кактусы и другие суккуленты.
В остальной части парка встречаются пальмы, гевеи, ели, фикусы (в том числе фикус каучуконосный, Ficus microcarpa, Ficus virens var. sublanceolata и Ficus altissima), мелиевые (в том числе Khaya senegalensis и Swietenia mahagoni), падубовые (в том числе падуб городчатый), мальвовые (в том числе Bombax ceiba и Dombeya wallichii), элеокарпусы (в том числе Elaeocarpus hainanensis), бобовые (в том числе Phanera purpurea и Brownea grandiceps), хавортии (в том числе Haworthia bolusii) и гербера.

## События и мероприятия
В 1998 года дизайн Гонконгского парка получил награду от Американского института архитекторов. В декабре 2009 года в рамках Восточноазиатских игр на кортах Гонконгского центра сквоша и спортивного центра Гонконгского парка проходили соревнования по сквошу.
В парке и его структурных подразделениях (авиарии имени Эдварда Юда и консерватории) регулярно проводятся образовательные экскурсии для учеников детских садов, начальных и средних школ, колледжей, в ходе которых детям и подросткам рассказывают о местных растениях, птицах, млекопитающих и рыбах, о климате и охране окружающей среды. Кроме того, по субботам авиарий и консерваторию с кантоноязычным гидом могут посетить организованные группы взрослых, подавшие предварительную заявку.
Каждую среду утром у искусственного озера Гонконгского парка собираются орнитологи-любители, наблюдающие за птицами. Также в парке работают «зелёные» волонтёры, которые на добровольных началах помогают следить и ухаживать за деревьями, сообщают администрации о проблемных деревьях или мусоре, пропагандируют среди посетителей идеи садоводства и озеленения.
По выходным и праздникам на аллеях рядом с Музеем чайной посуды действует «уголок искусств», в киосках которого предприниматели, кустари и художники продают картины, рисунки (в том числе карикатуры и шаржы), фотографии, сувениры, керамические, плетённые, текстильные и бумажные изделия, цветы и комнатные растения. Кроме того, в выходные и праздничные дни в тихих уголках Гонконгского парка собираются для общения филиппинские и индонезийские домработницы.

Искусственное озеро
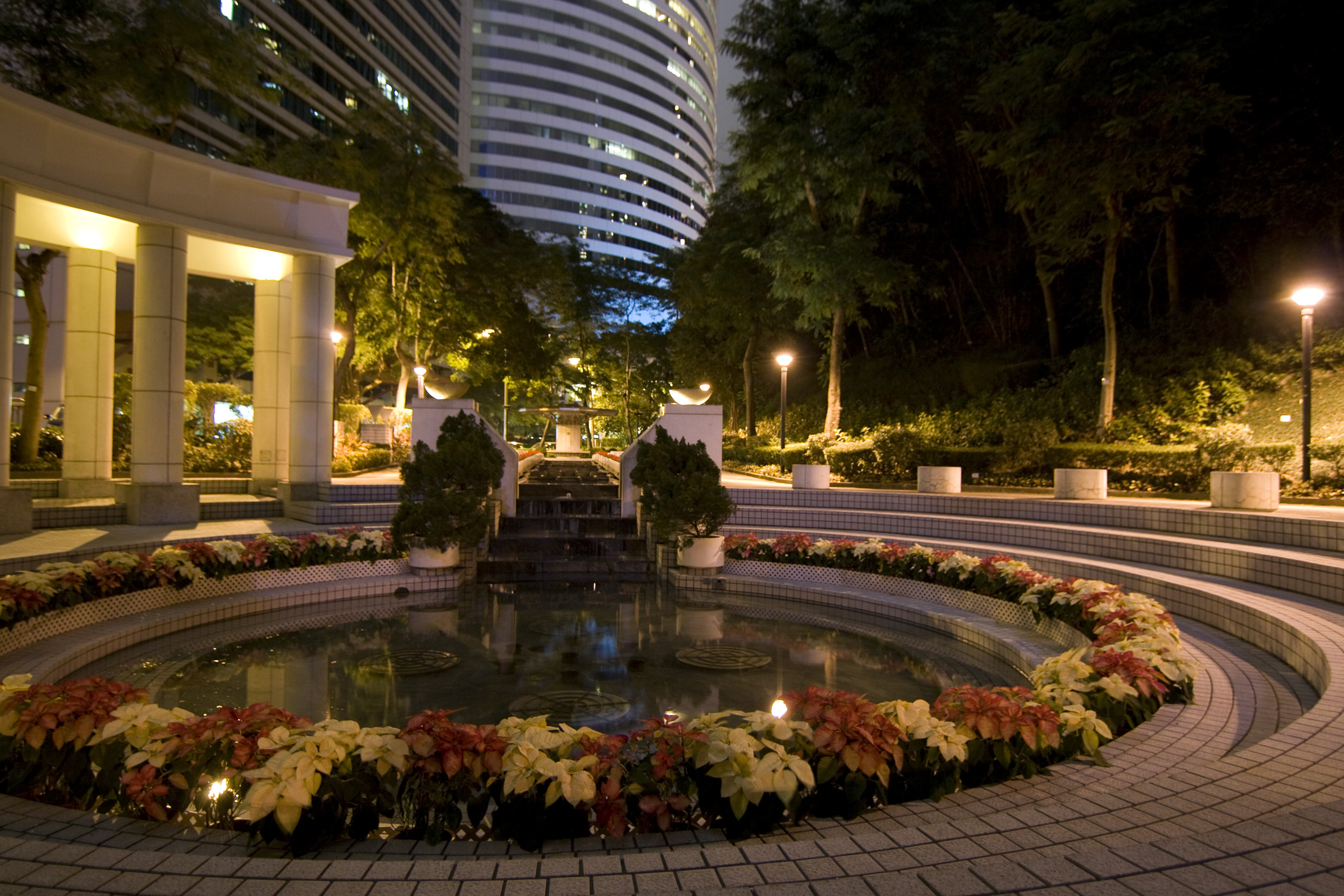
Парк вечером
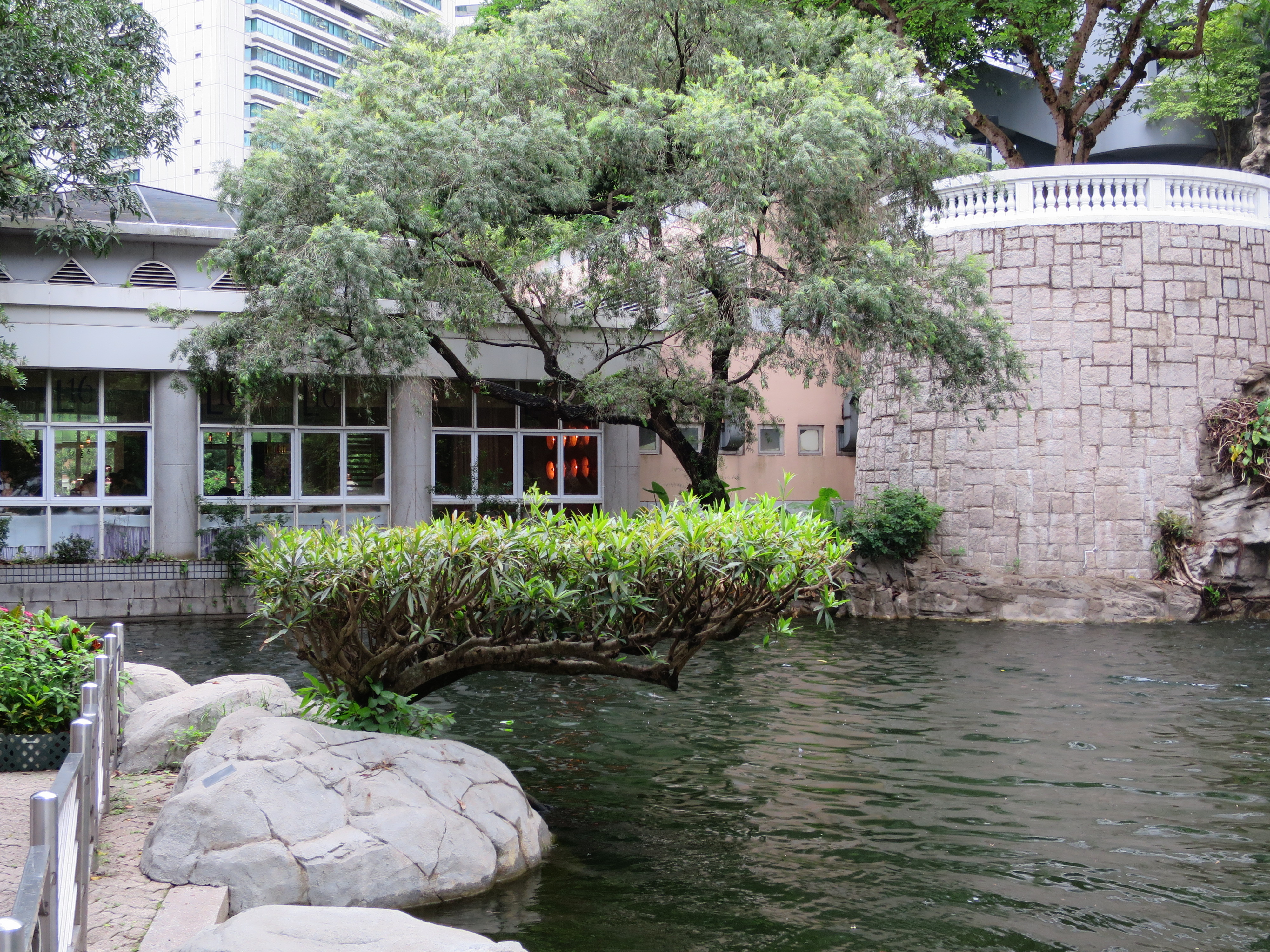
Ресторан у озера
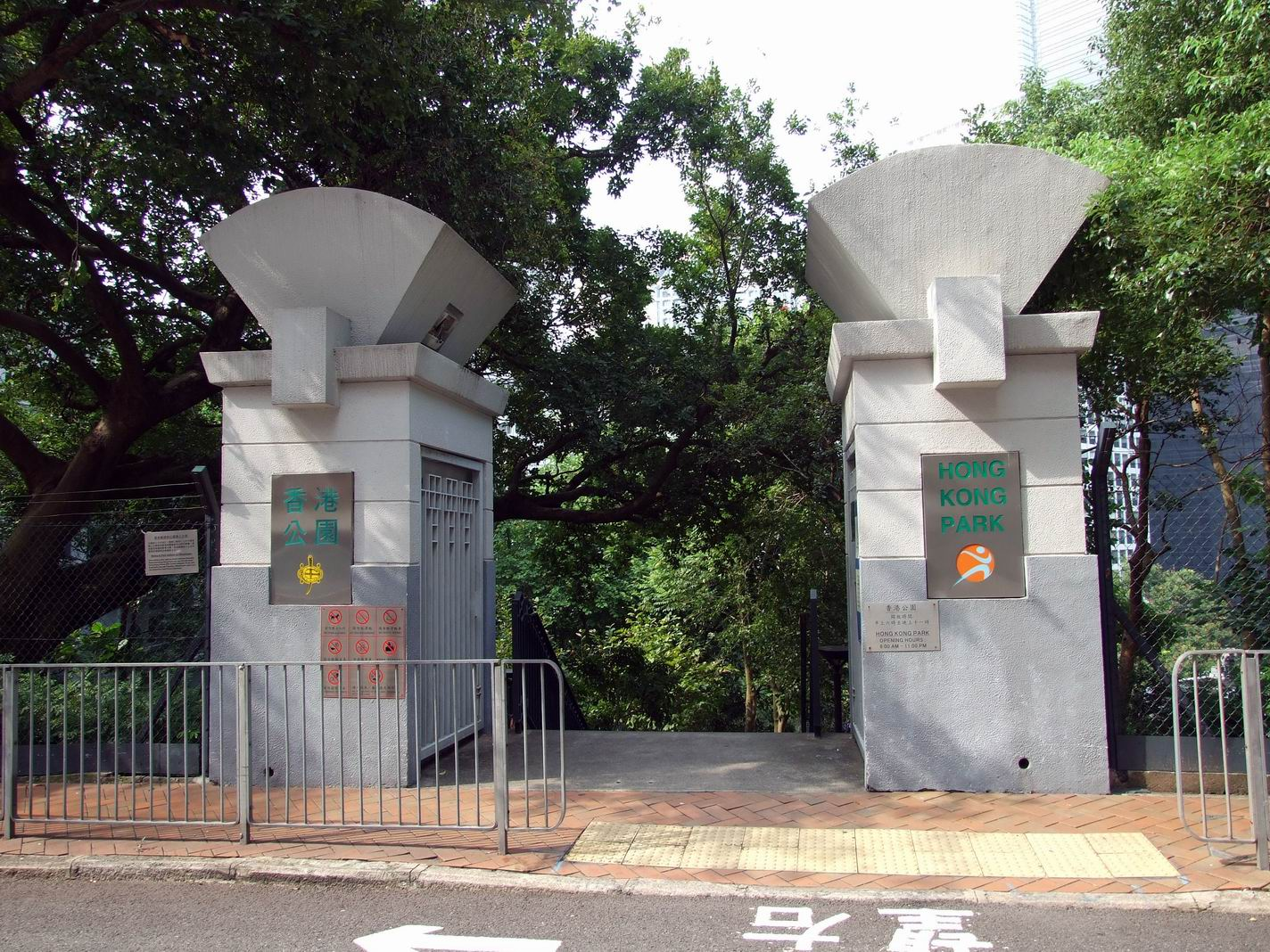
Вход на Кеннеди-роуд